# Esbekieh-Garten

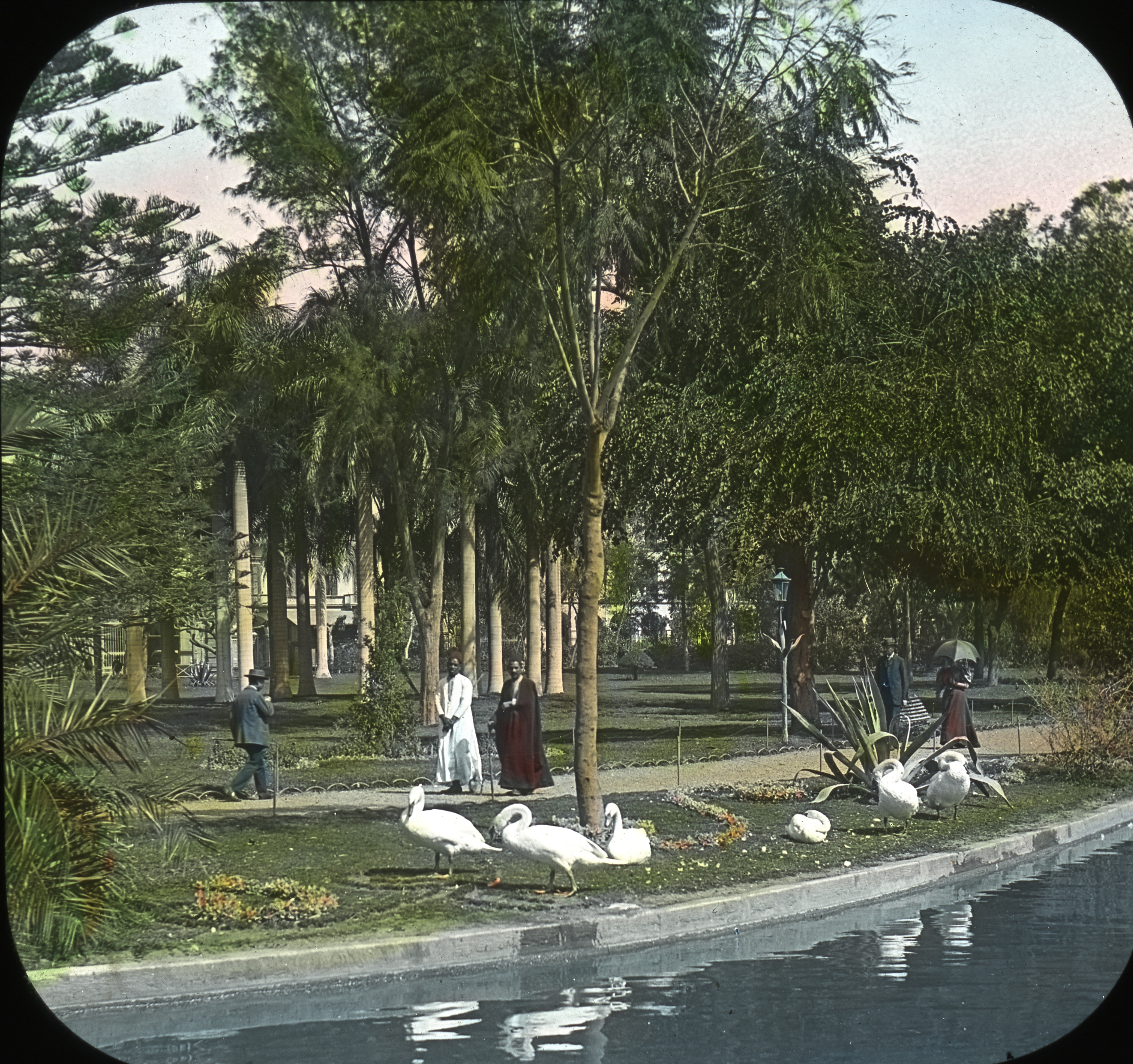
Der Esbekieh-Garten Anfang des 20. Jahrhunderts

Der Esbekieh-Garten (arabisch حديقة الأزبكية, DMG Ḥadīqat al-Azbakīya) ist eine öffentliche Parkanlage, die zwischen 1868 und 1872 von dem belgischen Kunstgärtner Gustave Delchevalerie (1844–1899) und dem französischen Landschaftsarchitekten Jean-Pierre Barillet-Deschamps in Kairo angelegt wurde. Der Ort hatte zu dieser Zeit bereits eine lange Geschichte als bedeutendes Naherholungsgebiet der kairinischen Bevölkerung und Anlaufpunkt europäischer Reisender hinter sich. Der tscherkessische Mamluken-Emir Azbak min Tutuch hatte hier Ende des 15. Jahrhunderts einen See anlegen lassen, der während der Nilschwemme durch einen Kanal mit Nilwasser versorgt wurde. Während der Zeit des Hochwassers war der See ein Ort der Vergnügungen: Die Menschen fuhren in kleinen Barken auf dem Wasser umher, musizierten und sangen, in der übrigen Zeit lag der See trocken und bildete einen großräumigen Platz. Ende des 18. Jahrhunderts schlugen die französischen Truppen der Ägyptischen Expedition ihr Hauptquartier am Azbakīya-See auf, den sie mit den Promenaden in der Umgebung Place Ezbekiéh nannten. Napoleon Bonaparte wählte den kurz vorher hier errichteten Palast des Mamluken Alfī Bey als seine Residenz. Der nach dem Abzug der Franzosen an die Macht gelangte Muhammad Ali Pascha (reg. 1805–1848) gestaltete in den 1840er Jahren den Esbekieh-Platz zu einer Promenade um, die bei europäischen Reisenden besondere Beliebtheit erlangte. Das lag nicht nur daran, dass sich an der Esbekieh zahlreiche europäische Hotels ansiedelten, darunter das berühmte Shepheard’s Hotel, sondern auch an dem schönen Blick auf Kairo und dem regen „orientalischen“ Unterhaltungsbetrieb, der sich hier entwickelte. Im Laufe der Zeit vermüllte die Promenade aber zusehends und wurde zum Treffpunkt zwielichtiger Gestalten.
Der Khedive Ismail Pascha (reg. 1863–1879), der 1867 die Weltausstellung in Paris besucht und bei dieser Gelegenheit die dortigen Erholungsparks von Barillet-Deschamps kennengelernt hatte, ließ die Promenade schließlich in einen modernen Park mit kleinerem Grundriss umgestalten. Er wurde mit zahlreichen exotischen Pflanzen und Bäumen, die hauptsächlich von dem deutschen Botaniker und Afrikareisenden Georg Schweinfurth geliefert wurden, bepflanzt. Zu den weiteren Attraktionen des Parks gehörten eine künstliche Grotte und ein Wasserfall, die von dem französischen Grottenbauer Eugène Combaz konstruiert wurden, ein künstlicher Teich, mehrere Musikpavillons, in denen regelmäßig Konzerte gegeben wurden, ein Freilichttheater, ein chinesischer Pavillon, ein ausgezeichnetes Restaurant und eine Bierhalle, in der man eisgekühltes Münchener Bier konsumieren konnte. Nach Auffassung des deutschen Afrikaforschers Gerhard Rohlfs (gest. 1896) bildete der Esbekieh-Garten zu seiner Zeit „den größten Zauber und Reiz“ des europäisch geprägten Neu-Kairo. Der französische Journalist Charles Lallemand (gest. 1904) lobte ihn als „entzückenden Park, der den Vergleich mit den schönsten Parks in London oder Paris aufnehmen kann – und sei es auch nur mit dem Parc Monceau“.
Die einheimische Bevölkerung nahm den Park, der in der Anfangszeit als sehr vornehm galt und an dessen Toren Eintrittsgeld erhoben wurde, nur zögernd an. Im Laufe der Zeit entwickelte sich in dem Park aber ein ausschweifendes Nachtleben, an dem auch Ägypter beiderlei Geschlechts teilnahmen. Dieses führte schließlich dazu, dass der Esbekieh-Garten immer mehr als „Ort des Lasters und der Sünde“ wahrgenommen wurde. Nachdem der Park in den 1950er Jahren von einer breiten Verkehrsstraße durchbrochen wurde, verlor er seine Funktion als Ort der Erholung und Grüne Lunge Kairos. Seit 2021 finden Bauarbeiten zu Wiederbelebung des historischen Parks statt.

## Vorgeschichte

### Azbakīya-Viertel und Azbakīya-See
Die Geschichte des Azbakīya-Viertels, in dem sich der Park befindet, begann im Jahre 1476, als der tscherkessische Mamluken-Emir Azbak min Tutuch (gest. 1498), der Sultan Qāytbāy als Kommandeur (Atabeg) seiner Armeen diente, westlich von Kairo einen See anlegen ließ, der durch einen Kanal mit Nilwasser versorgt wurde. Um den See legte er eine Promenade an, die nach seinem Namen Azbakīya genannt wurde. An der südöstlichen Ecke des Sees erbaute er einen Palast. Nach seinem Vorbild begannen andere reiche Bürger von Kairo Wohnhäuser in der Nähe des Sees zu errichten, so dass Azbak ermutigt wurde, eine Freitagsmoschee sowie Handelsstrukturen und Behausungen zu ergänzen. Die Azbakīya wurde auf diese Weise zu einer „Medina für sich“. Erst nachdem der See aufgefüllt und die Anlage fertiggestellt war, übereignete Sultan Qāytbāy Azbak das zugehörige Land. Insgesamt dauerte der Bau der Anlage, der 200.000 Dinar kostete, bis zum Jahr 1484.

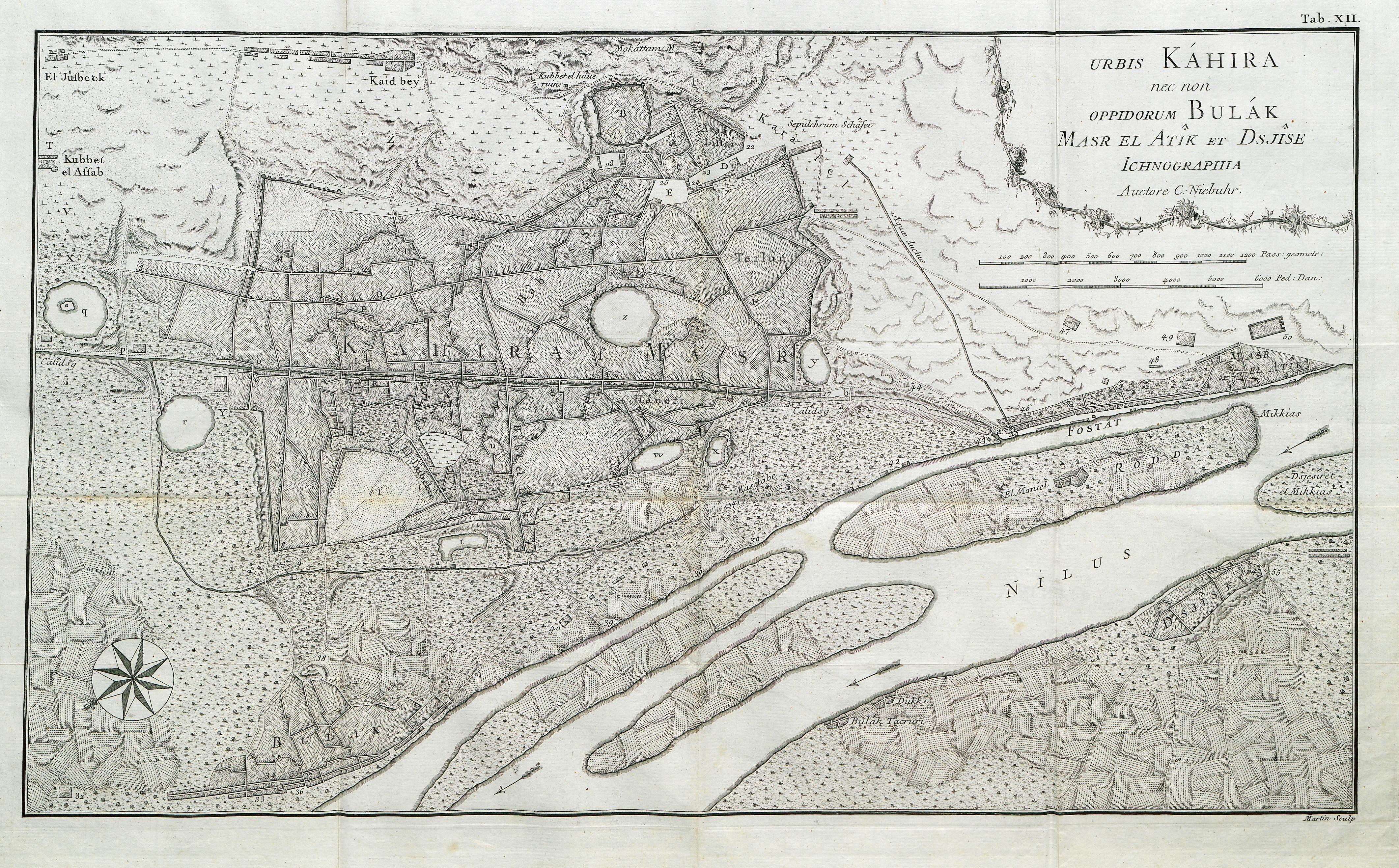
Carsten Niebuhrs Plan von Kairo mit dem Azbakīya-Viertel (geschrieben El-Juſbekîye) und dem Azbakīya-See (ſ) am linken unteren Rand der Stadt

Offenbar spielte schon im frühen 16. Jahrhundert die Azbakīya eine zentrale Rolle im ägyptischen Volksleben. Leo Africanus, der Kairo um diese Zeit besuchte, berichtet, dass jede Woche nach dem Freitagsgebet das gemeine Volk von Kairo „zusammen mit den Kupplerinnen und Huren“ hierher kam, um sich Bühnenspiele und Kunststücke von Tierdompteuren anzusehen.
Ende des 18. Jahrhunderts war die Birkat al-Azbakīya einfach ein Stück Land, das wie alle Felder Ägyptens bei der Nilschwemme bewässert und dann besät wurde. Es gab in Kairo noch eine Anzahl ähnlicher Orte, wie die Birkat al-Fīl, die Birkat ʿĀbidīn, die Birkat Bāb al-Lūq, die Birka Nāsirīya und die Birkat ar-Ratlī. Alle diese Orte waren während der Nilschwemme kleine Seen, wie der arabische Name birka („Teich, kleiner See“) andeutet. Der Azbakīya-See war während des Hochwassers auch ein Ort der Versammlungen und Vergnügungen: Am Abend wurden die Ufer beleuchtet, und die Menschen fuhren in kleinen Barken auf dem Wasser umher, musizierten und sangen. Am Ufer sorgten Cafés-chantants und Tänzerinnen für Unterhaltung. Nicht nur für die Kairoer Bevölkerung stellte der Ort eine Attraktion dar, sondern auch für Ausländer, „die dort den Orient und seine Poesie fanden“.

### Der Esbekieh-Platz während der französischen Besatzungszeit
Während der napoleonischen Expedition nach Ägypten schlugen die französischen Truppen ihr Hauptquartier am Azbakīya-See auf, den sie mit den Promenaden in der Umgebung Place Ezbekiéh nannten. Napoleon Bonaparte wählte den kurz vorher dort errichteten Palast des Mamluken Alfī Bey als seine Residenz. Auch die Verwaltungsbüros der Expedition wurden an der Place Ezbekiéh eingerichtet.
Ein früherer Mitschüler Napoleons namens Dargevel richtete auf dem Gelände des Palastes eines flüchtigen Mamluken-Beys unweit des Esbekieh-Platzes nach Pariser Vorbild ein Tivoli ein. Hierbei handelte es sich um einen Vergnügungspark, der von Orangen- und Zitronenbäumen beschattet und von Gräben durchzogen war. An Werktagen fanden die Clubmitglieder dort einen Treffpunkt für Unterhaltungen, Bücher für ihr Studium und Spiele zur Entspannung; an Festtagen gab es Tänze, Schaukeln, Militärmusik, es traten Gaukler, Bauchtänzerinnen und Schlangenbeschwörer auf.
Am Freitag, den 30. November 1798, ließen die Franzosen über dem Esbekieh-Platz eine Montgolfière aufsteigen. Das Spektakel wurde auf bedruckten Zetteln, die auf den Märkten aufgehängt wurden, angekündigt. Viele Kairiner und Europäer versammelten sich, um das Schauspiel zu sehen. Bei dieser Veranstaltung soll Napoleon seine Geliebte Pauline Fourès zum ersten Mal erblickt und sich in sie verliebt haben. Im Frühjahr 1799 wurde in unmittelbarer Nähe des Esbekieh-Platzes ein französisches Theater errichtet. Hier führten Amateurschauspieler zur Unterhaltung der europäischen Ausländer der Ägyptischen Expedition französische Komödien auf. Anderthalb Jahre später, am 14. Juni 1800, wurde General Jean-Baptiste Kléber, Napoleons Nachfolger als Oberbefehlshaber von Ägypten, am Esbekieh-Platz im Garten des Alfī-Palastes in Anwesenheit des französischen Architekten Jean Constantin Protain ermordet.

Der Esbekieh-Platz in der Description de l’Égypte
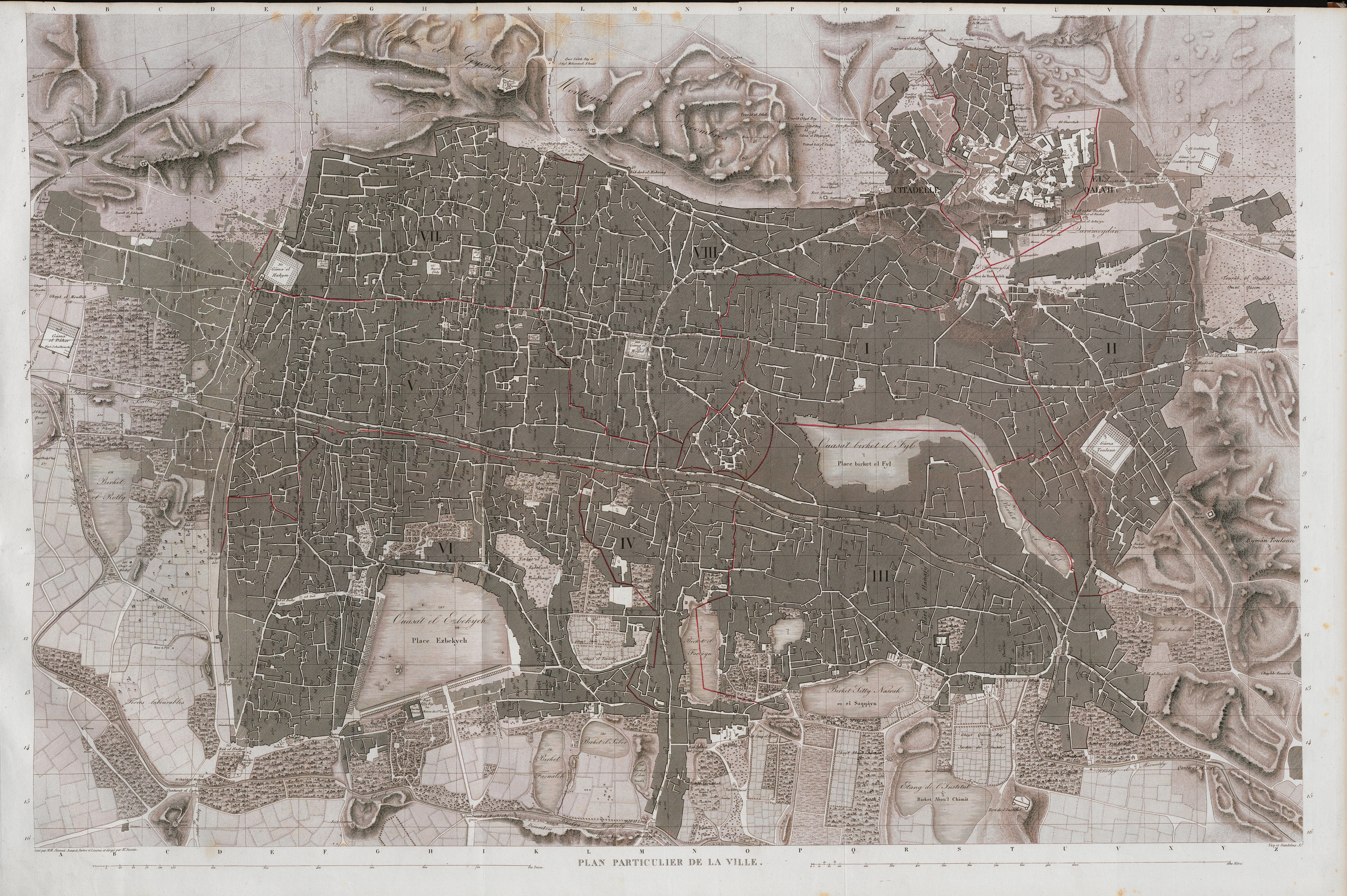
Plan von Kairo mit dem Esbekieh-Platz links unten
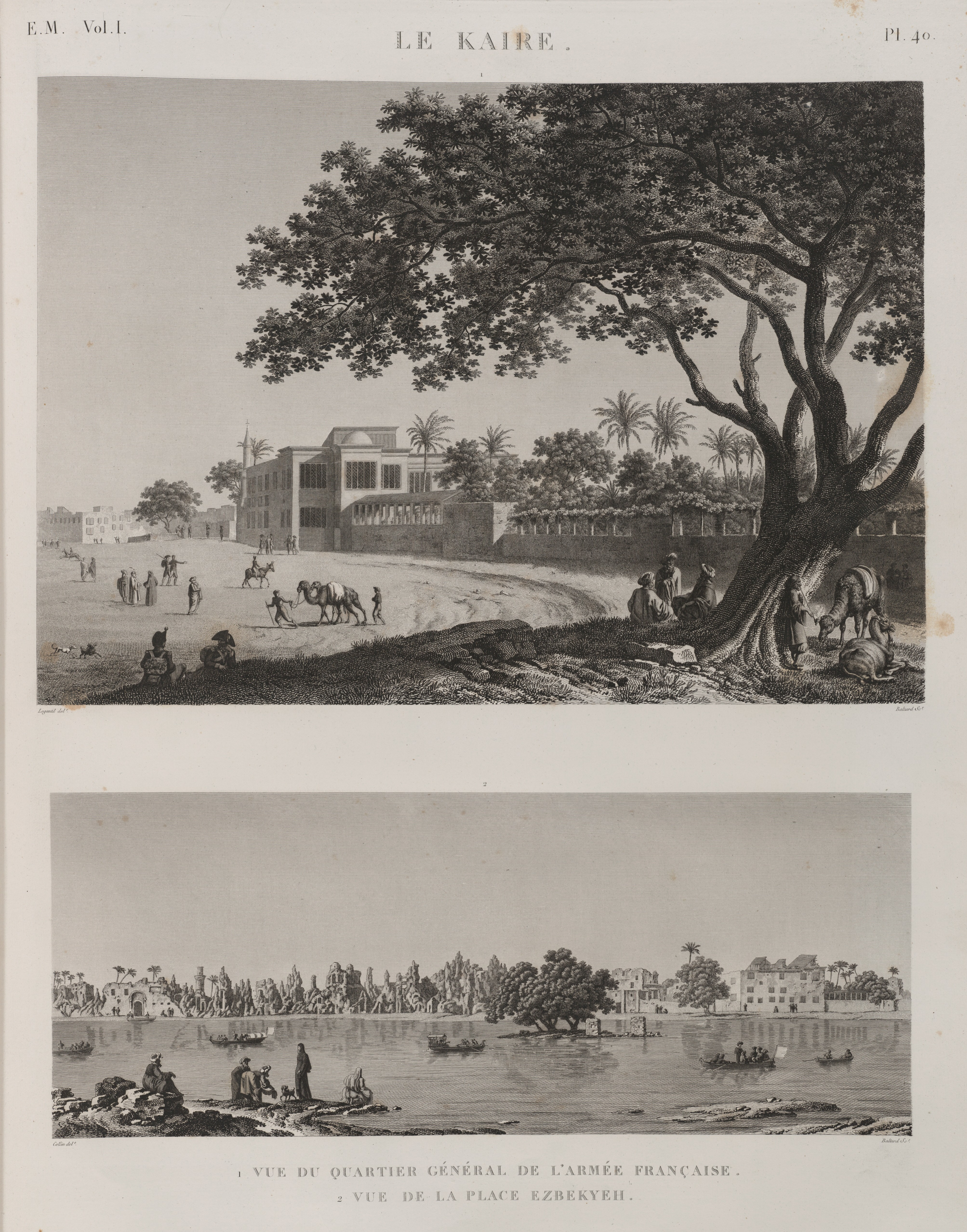
Napoleons Hauptquartier im Palast von Alfī Bey
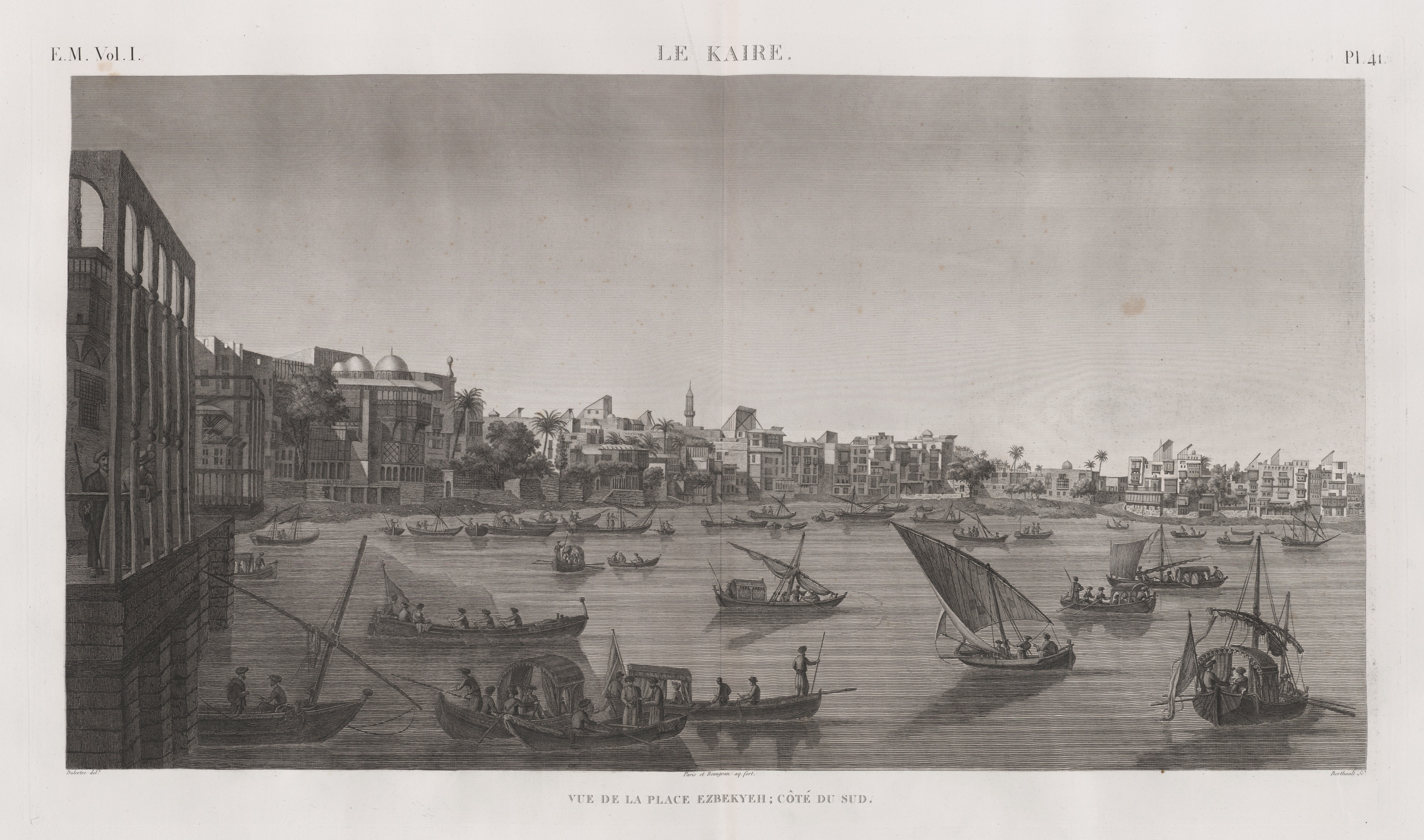
Südseite des Esbekieh-Teichs
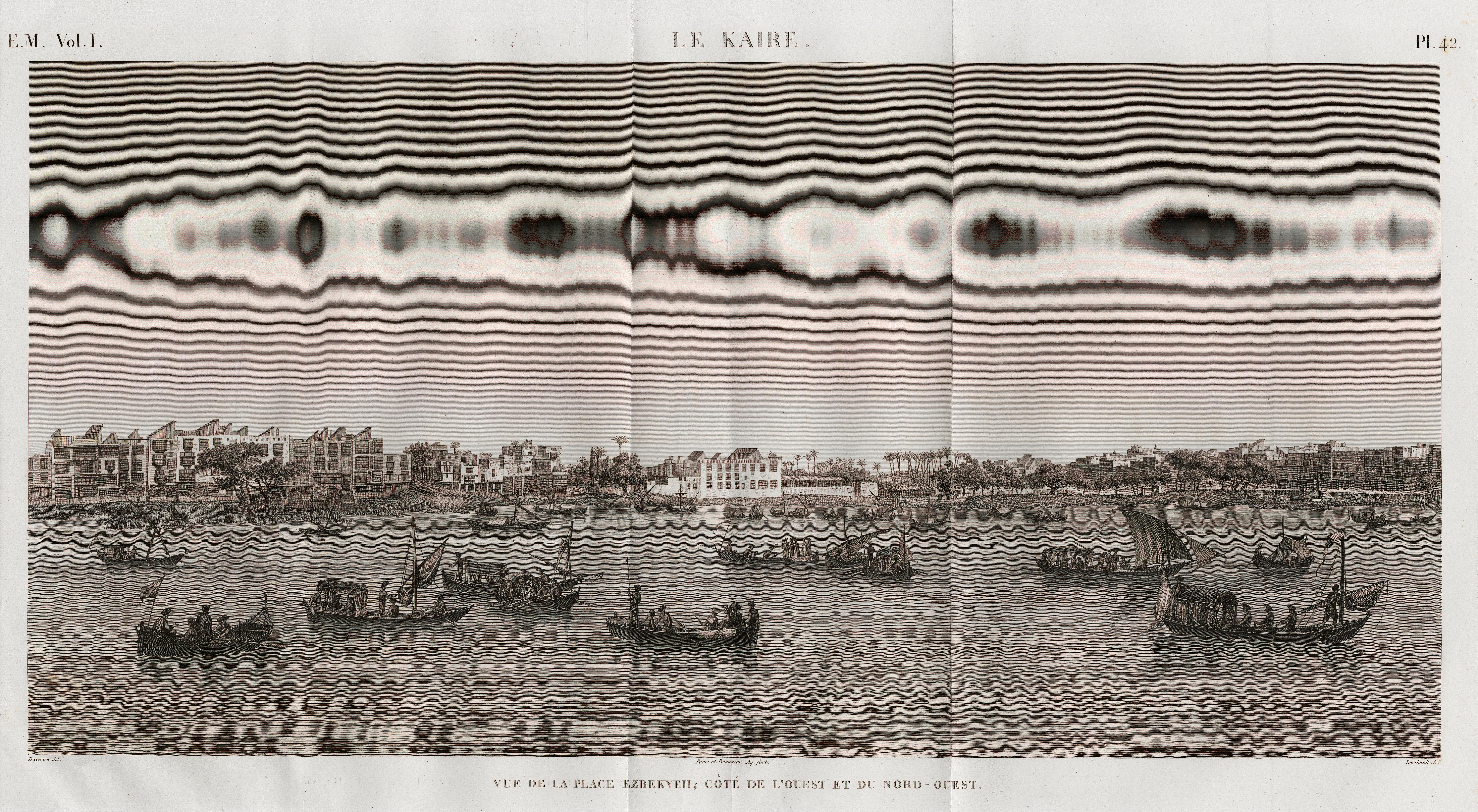
West- und Nordwestseite
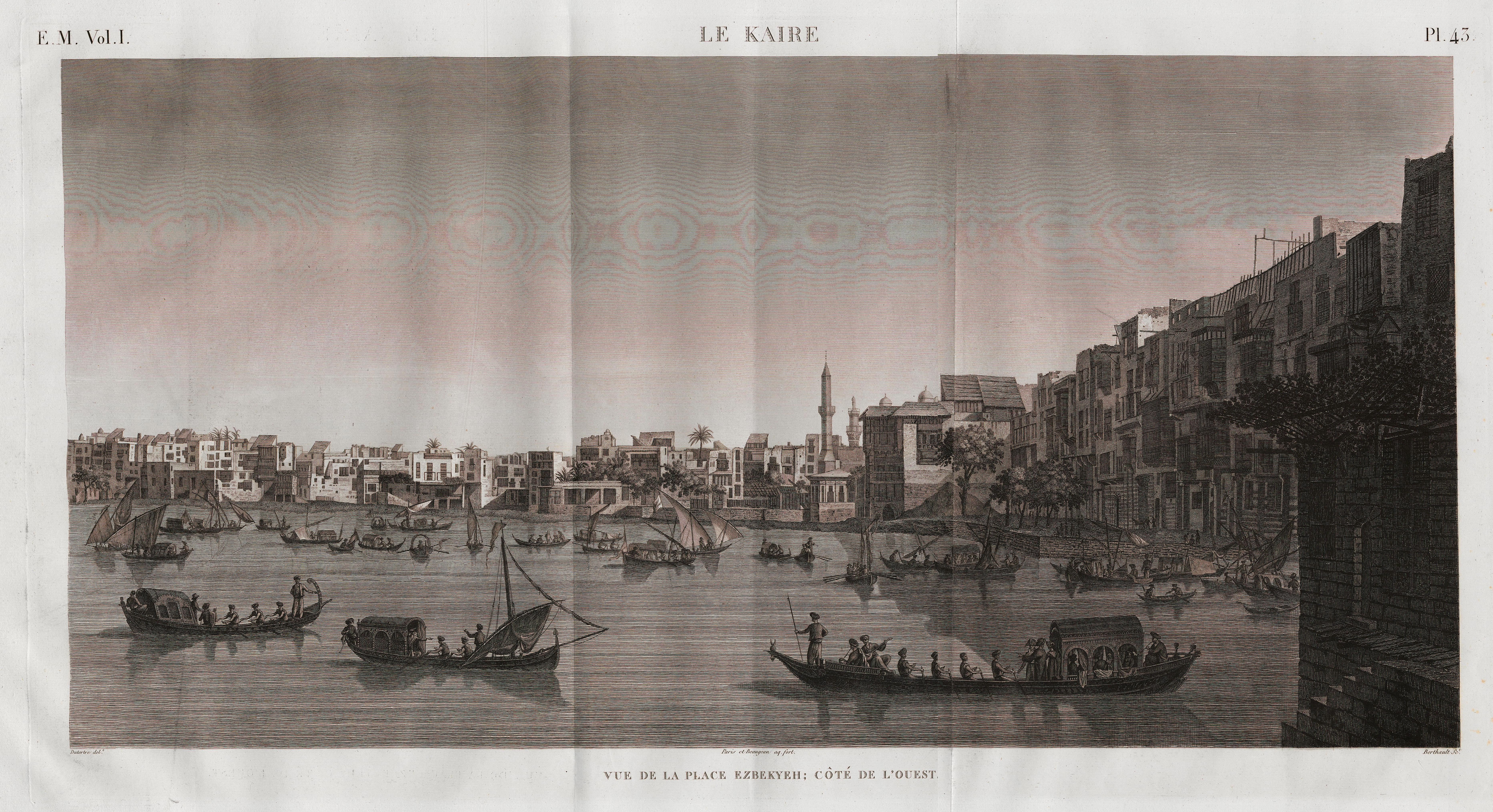
Westseite

### Der Esbekieh-Platz unter Muhammad Ali Pascha

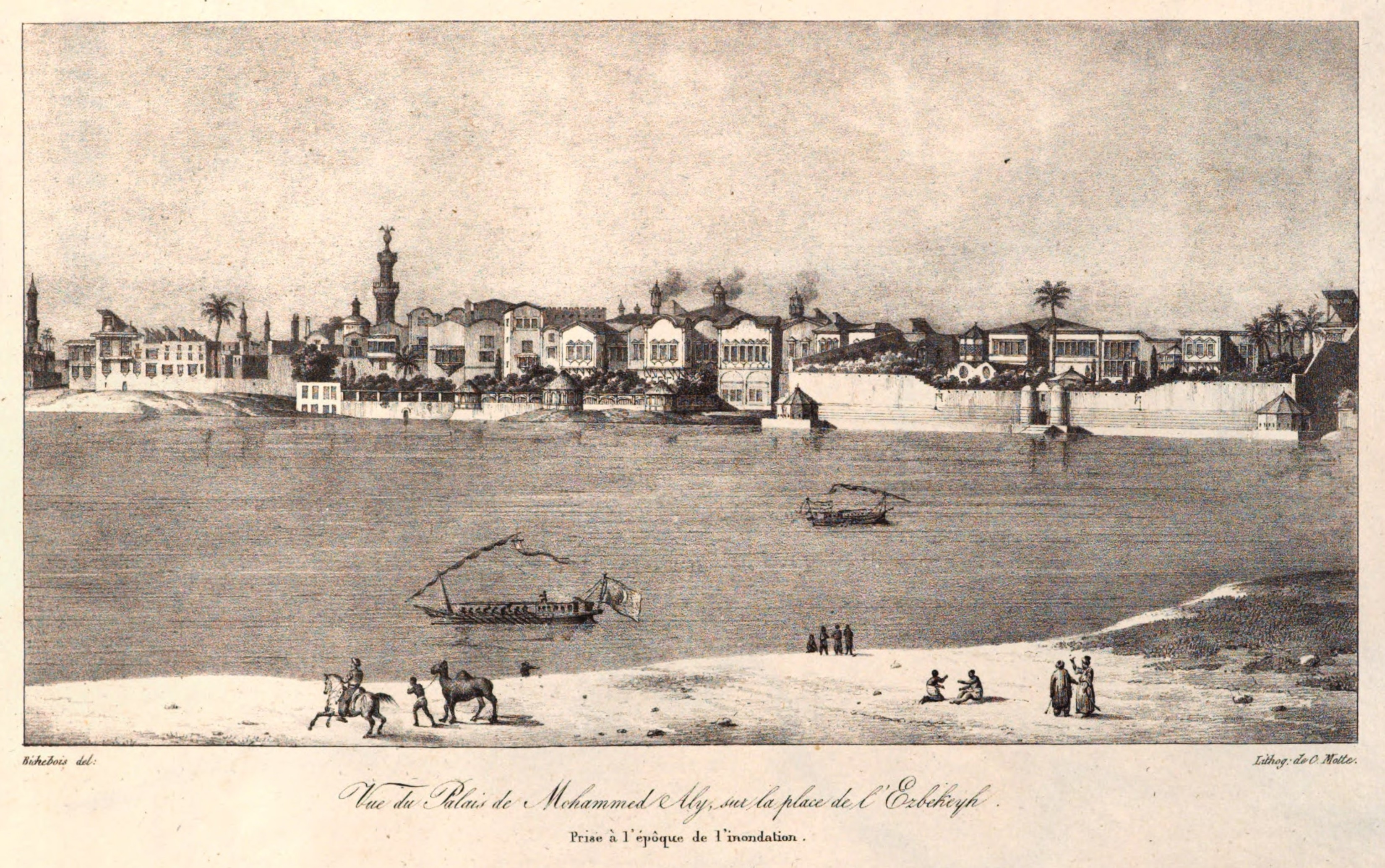
Der Palast von Muhammad Ali Pascha am überschwemmten Esbekieh-Platz um 1823

Der britische Peer Viscount George Valentia, der Kairo 1806 auf dem Rückweg von seiner Indienreise besuchte, berichtet, dass die Franzosen den Esbekieh-Platz bepflanzt und in einem sehr schönen Stil angelegt hatten, die Türken nach ihrem Abzug jedoch alle Bäume abgeholzt hatten und dort Getreide anbauten. Der französische Ingenieur Louis Alexis Jumel unterhielt hier ab 1819 ein Versuchsfeld, wo er seine neuartige Mako-Baumwolle anbaute.

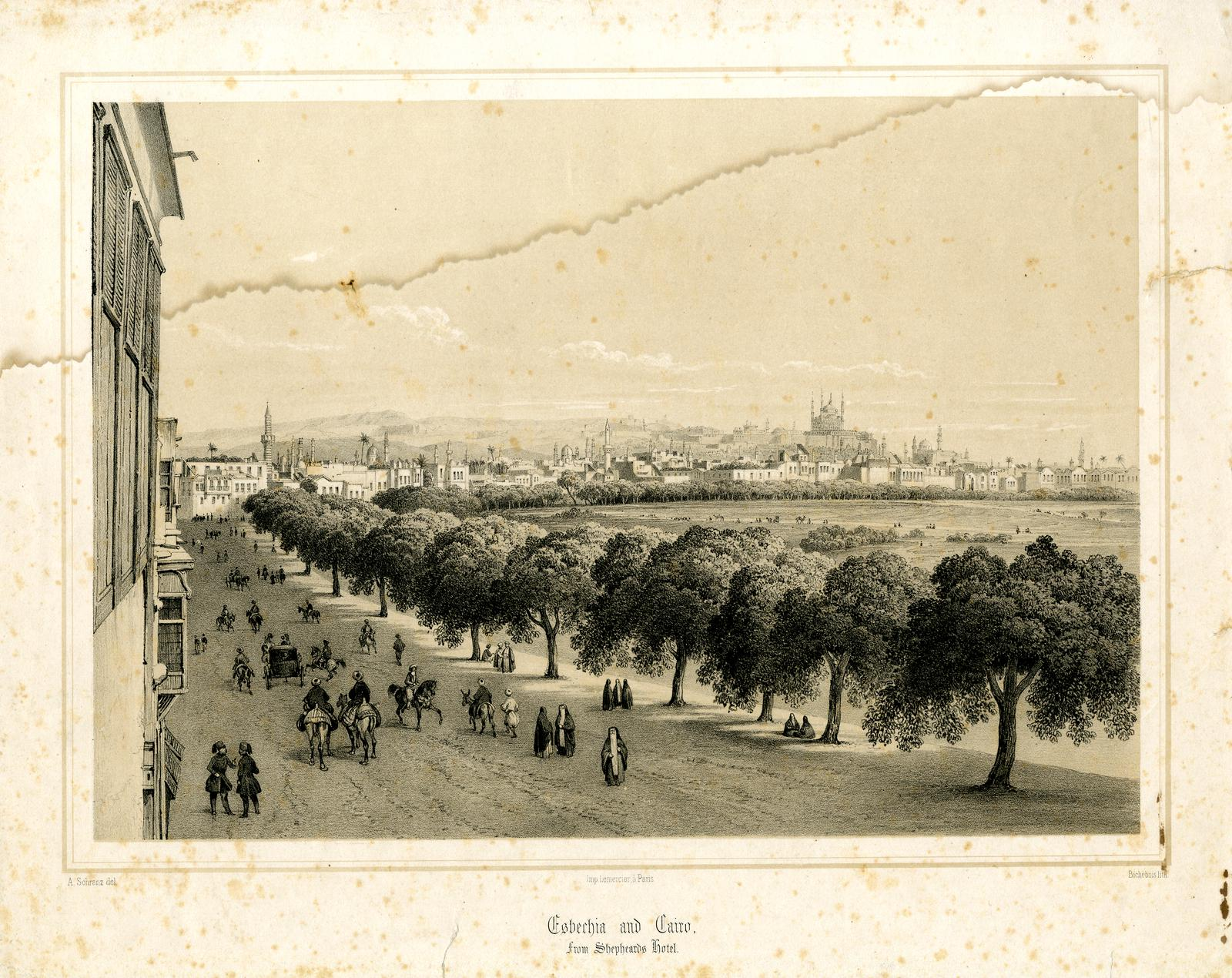
Der Esbekieh-Platz in den 1830er Jahren

Der nach dem Abzug der Franzosen an die Macht gelangte Muhammad Ali Pascha und Mitglieder seiner Familie errichteten an den Seiten des Esbekieh-Platzes Paläste im osmanischen Stil. Während der Nilschwemme im Sommer war der Platz weiter regelmäßig Überschwemmungen ausgesetzt und verwandelte sich in einen See. Der österreichische Diplomat Anton Prokesch von Osten berichtet in seinen 1829 veröffentlichten Erinnerungen aus Aegypten und Kleinasien, dass „der Platz einen Theil des Jahres unter Wasser steht, und in einem andern als Feld benützt (sic!) wird“. Weiter schreibt er: „Eine große Strecke hindurch sind die Gebäude dieses merkwürdigen Platzes zerstört und verfallen; was noch steht ist entweder maurischen Styles und trägt dann den Ausdruck alter Pracht, oder fränkischen und neu-türkischen, und nimmt dann ein heiteres Ansehen.“ 1837 war von den Ruinen nichts mehr zu sehen. Hermann von Pückler-Muskau, der Kairo in diesem Jahr besuchte, berichtet, dass der Platz auf drei Seiten von schönen Palästen im orientalischen Stil umgeben war und den vierten Teil „eine Reihe hoher und finstrer, aber dennoch pittoresker Holzhäuser der Kopten“ einnahm.
Insgesamt hatte der Esbekieh-Platz eine Fläche von 40 Feddan oder 168.000 Quadratmeter. Ida Pfeiffer, die ihn 1842 besichtigte, meinte, dass wohl „in der ganzen Welt kein größerer Platz zu finden sei“ und der Prato della Valle in Padua vielleicht der einzige sei, der ihm an Größe nahekomme. Allerdings wurden die Feste auf dem Esbekieh-Platz um 1830 stark reduziert, und auch die Barken verkehrten dort nicht mehr.

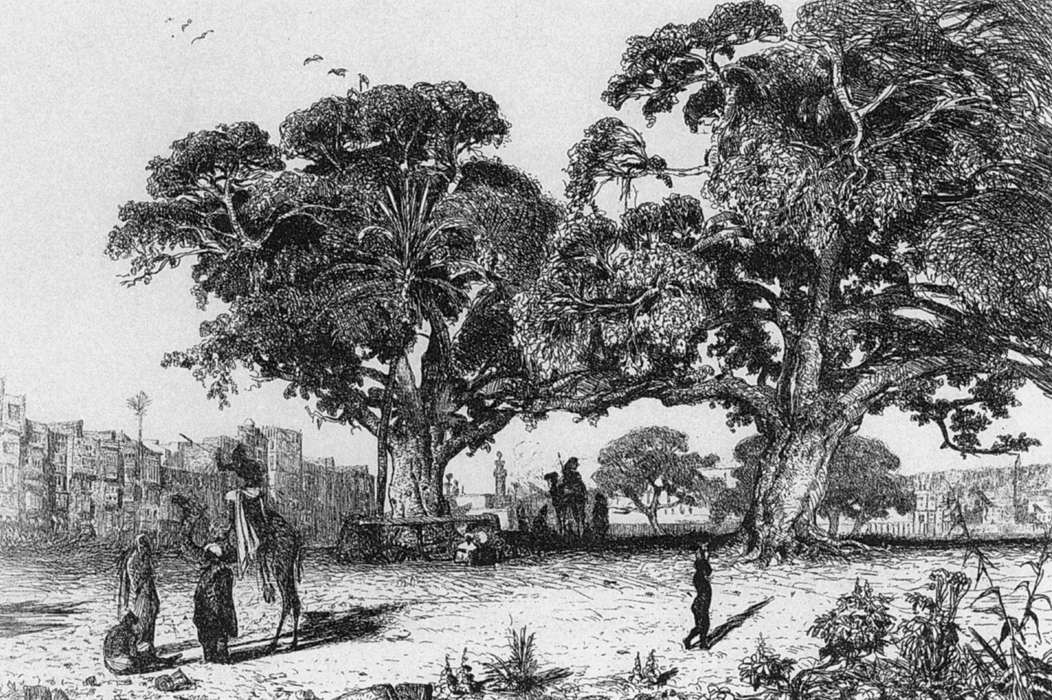
Bleistiftzeichnung von Prosper Marilhat, die die Grundlage seines Gemäldes La place de l’Esbekieh au Caire bildete

Für Europäer blieb der Esbekieh-Platz dennoch ein romantischer Ort. Als sich zwischen 1831 und 1833 der französische Orientalisten-Maler Prosper Marilhat in Ägypten aufhielt, malte er den Platz mit seinen Bäumen. Das Bild mit dem Titel La place de l’Esbekieh au Caire wurde 1834 auf dem Salon de Paris gezeigt und hatte eine große Wirkung auf den französischen Schriftsteller Theophile Gautier. Er schrieb im Juli 1848 in der Revue des Deux Mondes über dieses Bild:

„Kein Gemälde hat einen tieferen und nachhaltig lebendigeren Eindruck bei mir hinterlassen. Ich fürchte, man könnte mir Übertreibung vorwerfen, wenn ich sage, dass der Anblick dieses Gemäldes mich krank gemacht und bei mir Sehnsucht nach dem Orient geweckt hat, den ich noch nie betreten hatte. Ich glaubte, gerade meine wahre Heimat erkannt zu haben, und als ich meine Augen von dem feurigen Gemälde abwandte, fühlte ich mich wie ein Verbannter: Ich sehe noch immer diesen riesigen Johannisbrotbaum mit seinem monströsen Stamm, seine verdrehten Äste wie verknotete Boa-Schlangen in die heiße Luft stoßen, und seine Büschel aus metallischen Blättern, deren schwarze Schnitte das Indigo des Himmels so hell erstrahlen lassen. Der Schatten verlängert sich azurblau auf der gelbbraunen Erde, die Häuser erheben ihre Moucharabys und Gitterlauben aus Zedern- und Zypressenholz mit überraschender Realität; ein nacktes und gebräuntes Kind folgt seiner Mutter, ein langes Gespenst, gehüllt in einen blauen Yalek. Das Licht funkelt, die Sonne schießt ihre feurigen Pfeile ab und die schwere Stille der brennenden Stunden lastet auf der Atmosphäre.“

### Die Umgestaltung des Platzes zur Promenade
Um das Jahr 1837 fasste Muhammad Ali Pascha, der der Bevölkerung von Kairo und den dort ansässigen Europäern einen Ort zum Spazierengehen bieten wollte, den Plan, den Esbekieh-Platz in einen weitläufigen Garten zu verwandeln. Dafür musste er zunächst das Gelände konfiszieren, denn es war bis dahin ein Waqf der ägyptischen Bakrīya-Scheiche. Mit der Umgestaltung beauftragte er Murthan-Bey, der als Student mit der ägyptischen Mission nach Frankreich entsandt worden war und das neu geschaffene Ministerium für öffentliche Arbeiten leitete. Zunächst wurde die Fläche des Platzes mit einem Damm umschlossen, der speziell dafür aufgeschüttet wurde und 15 Meter breit war. Dieser Damm wurde mit zwei Baumreihen bepflanzt, die eine schattige Promenade bildeten. Außerhalb des Dammes wurde noch ein zwanzig Fuß breiter Kanal angelegt, der durch Schleusen mit dem See in Verbindung stand, ihm sein Wasser zuführte und den Damm von der um den Platz laufenden Straße trennte. Von dem Damm, so beschreibt es der Gartengestalter Hermann von Pückler-Muskau, hatte man nun in der Überschwemmungszeit eine „frische Aussicht“ auf einen weiten See, den übrigen Teil des Jahres aber auf „eine grüne Kleeflur“.

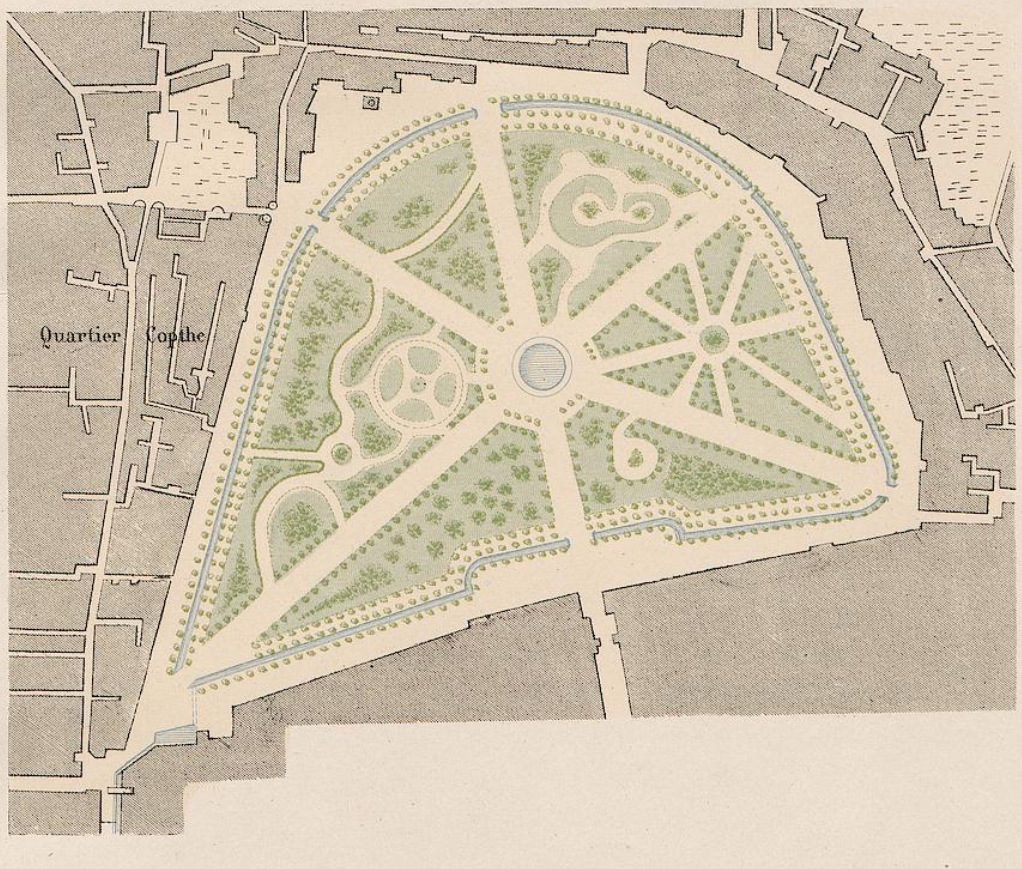
Der Plan der neuen Esbekieh-Promenade nach Linant de Bellefonds

Später wurde das Gelände in der Mitte des Damms mit Schutt und Müll aufgefüllt. Zur Anhebung des Boden wurden Müllberge zwischen Kairo und dem Nil, jenseits der Bab-el-Louq-Brücke, verwendet. Der Kanal, der um den Damm herumlief, wurde über den sogenannten Chalīdsch el-Maghribī mit Wasser versorgt. Während der Zeit der Überschwemmungen geschah dies auf natürliche Weise, bei Niedrigwasser sollte das Wasser dagegen mithilfe einer in Bulaq aufgestellten Maschine angehoben werden, um den Kanal stets gefüllt zu halten. Den Boden im Inneren des Geländes ließ man so niedrig, dass er ungefähr 60 Zentimeter unterhalb des Wasserspiegels des Kanals lag. Auf diese Weise konnte er durch den Kanal leicht bewässert werden. In der Mitte der Anlage wurde außerdem ein großes Becken mit einer Fontäne angelegt, die von einer Maschine mit Wasser gespeist wurde. Zu den Bäumen, die in der Anlage angepflanzt wurden, gehörten orientalische Ebenholzbäume (Albizia Lebbeck), Banyan-Feigenbäume (Ficus Benggalensis), Tamarisken, Röhren-Kassien, Arabische Gummi-Akazien und Dattelpalmen.
Die Bauarbeiten am Esbekieh-Platze dauerten bis in die Mitte der 1840er Jahre an und prägten das Bild von diesem Ort. Ida Pfeiffer, die ihn 1842 besuchte, hatte den Eindruck, dass dieser Platz „einem wahren Chaos“ gleiche. Hin und wieder entdecke man „ein Stückchen von einer Allee“ oder einen „angefangenen Kanalbau“. Die Mitte sei jedoch noch „voll Unebenheiten“ und mit Baumaterialien bedeckt: Steine, Holz, Ziegel, Balken usw. Der Palast, in dem Napoleon gewohnt hatte, wurde, wie sie schreibt, gerade zu einem „prächtigen Gasthof umgestaltet“. Dort zog später das Shepheard's Hotel ein. Auf Ida Hahn-Hahn, die den Esbekieh-Platz im Dezember 1843 besichtigte, machte der Ort schon einen freundlicheren Eindruck. Sie schrieb ihrer Freundin in einem ihrer Orientalischen Briefen: „Es wird noch an ihm gearbeitet, denn er ist ein großer Sumpf gewesen, der jetzt ganz ausgetrocknet, aber noch nicht vollständig mit Bäumen, Kanälen und Wegen versehen ist. Vollendet wird er mit den schönsten in Europa wetteifern können.“ Victor Schoelcher, der die noch unfertige Promenade 1845 sah, zeichnete dagegen wieder ein eher trübes Bild: Alles reduziere sich auf eine weitläufige Brache, umgeben von einer Akazienallee und eingeschlossen von einem wasserlosen Kanal, über den drei Brücken ohne Brüstung führten. Man könne sicherlich einen sehr schönen Platz an der Esbekieh schaffen, aber sie sei immer noch nur grob bearbeitet.

## Die Esbekieh-Promenade und ihre Rolle im gesellschaftlichen Leben von Kairo

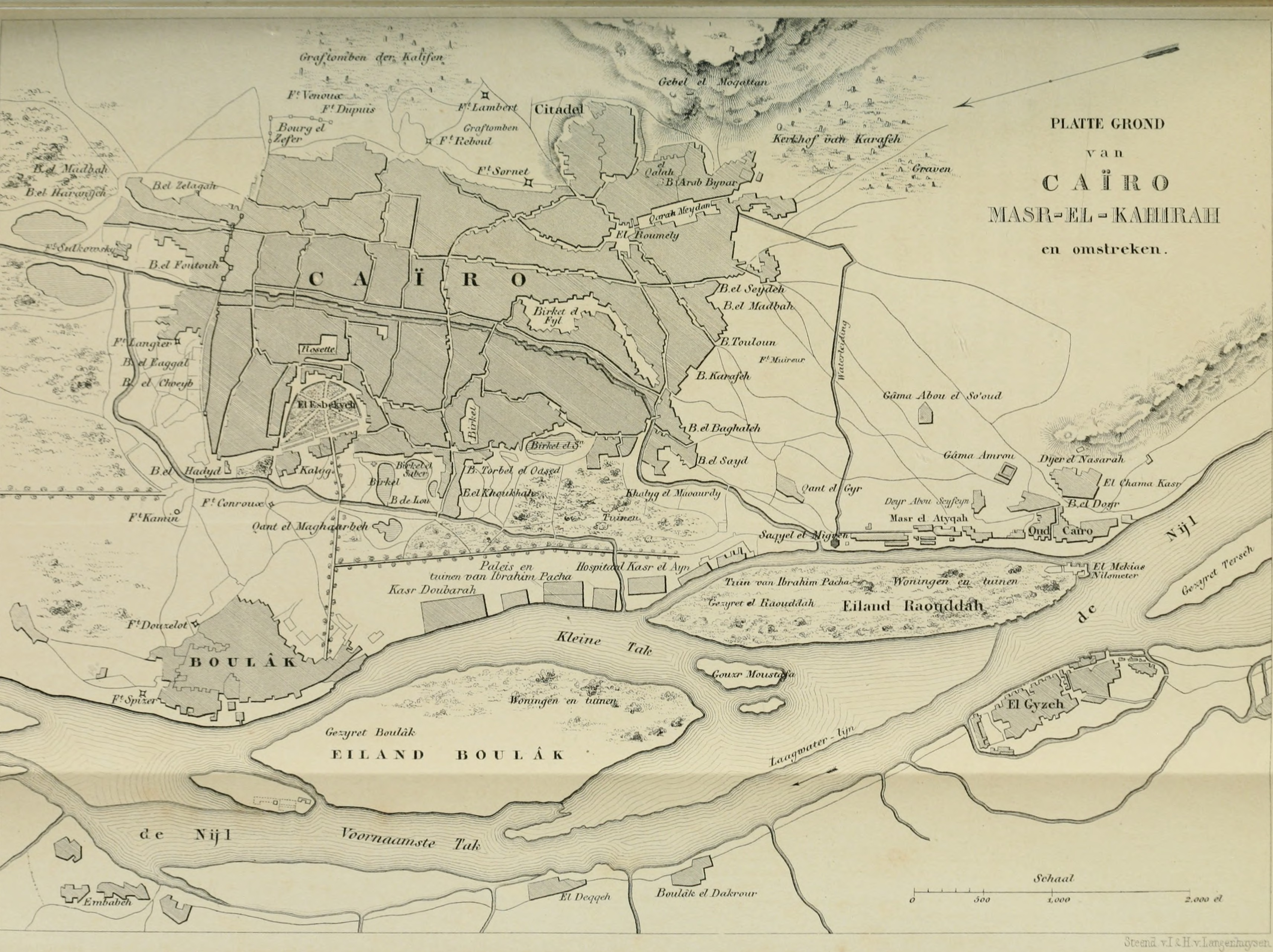
Die Lage der Esbekieh-Promenade innerhalb Kairos

Als die Esbekieh-Promenade endlich fertig war, war sie „die erste Promenade im Orient“. Als solche übte sie großen Reiz auf die europäischen Reisenden aus. Eine Beschreibung ihres Zustands im Jahre 1849 bietet der französische Adlige Charles de Pardieu in seinem Reisebericht Excursion en Orient:

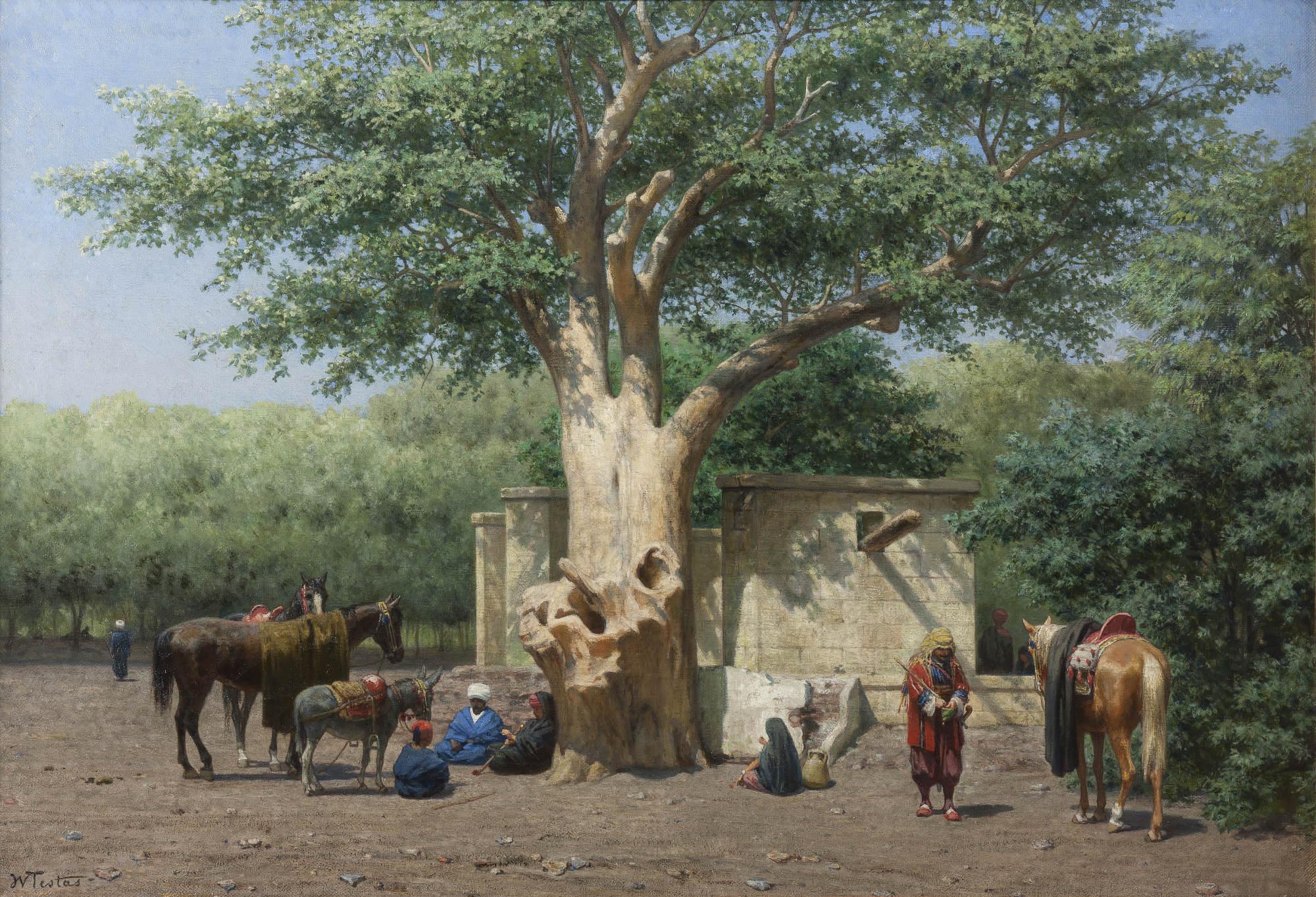
Die Sykomoren der Esbekieh übten auf die europäischen Reisenden einen besonderen Reiz aus, hier ein Bild von Willem de Famars Testas, um 1858/60, Teylers Museum, Haarlem

„Esbekieh war einst ein See, der einen Teil des Jahres fast trocken war. Der Pascha ließ daraus einen schönen Garten anlegen, umgeben von einer prächtigen, sehr breiten Sykomorenallee, in der man immer Schatten findet. In der Mitte dieses Gartens, der die Form einer halben Ellipse hat, befindet sich ein Rondell, von dem ein Stern von Baumalleen, die in den Ringweg einmünden, abgeht. Ein Kanal, durch den Nilwasser fließt, dient als Einfassung. Ein Halbkreis aus Palästen und Moscheen umgibt wie ein Amphitheater diese Promenade, die zu den schönsten gehört, die man sehen kann. Die Kairoer Gesellschaft kommt jeden Abend, um sich abzukühlen und auf die Zeit des Abendessens zu warten.“

Und ein Autor namens M. B. von Munterbach, der Kairo besucht hatte, schrieb 1857 in der Zeitschrift Die Grenzboten, dass Muhammad Ali Pascha durch Trockenlegung des Sees die Esbekieh „in eine der anmuthigsten Promenaden des Landes“ verwandelt habe: „Alleen von prächtigen breitwipfeligen Nilakazien, zwischen deren Stämmen die weißen Mauern und die grauen zierlich geschnitzten Gittererker von arabischen Häusern, einzelne große Hotels und Paläste und zwei oder drei Minarets sichtbar sind, umfassen buschige Anlagen von Tamarisken, Sykomoren und süßduftenden Mimosen, zwischen denen breite Fahrstraßen und schmalere Fußwege hindurchführen.“ Ein französischer Reisender, Eugène Gellion-Danglar, verglich die Alleen der Esbekieh-Promenade 1866 in einem Brief sogar mit den Pariser Champs Élysées: Sie seien vom Aussehen her in gewisser Weise „primitive und wilde Champs-Élysées“.
Die Regierung stellte Gärtner und Aufseher an, und da die vorgesehene Dampfmaschine von Būlāq noch nicht aufgebaut war, wurde die Bewässerung des Parks bei Niedrigwasser durch Sakias sichergestellt, die von Ochsen angetrieben wurden. Diese Ochsen wurden von der Regierung speziell zu diesem Zweck angeschafft. Um die Kosten für den Unterhalt der Anlagen zu decken, wurden unter den Bäumen Plätze für Cafés und mobile Restaurants vermietet. Wie Eugène Poitou, der Kairo im Winter 1857/58 besuchte, berichtet, waren an den Alleen der Esbekieh-Promenade zahlreiche Hütten aus Brettern oder Flechtwerk aufgerichtet, in denen sich Cafés befanden. In den Alleen der Esbekieh-Promenade wurden in den frühen 1860er Jahren auch Freilichtkonzerte gegeben, und es gab dort kurzzeitig sogar ein Theater, das das einzige von Kairo war. Allerdings bestand es nur aus einer ärmlichen Holzhütte und wurde von einer französischen Reisenden als schlecht bewertet.

### Die Promenade als Treffpunkt von Europäern und einheimischer Bevölkerung

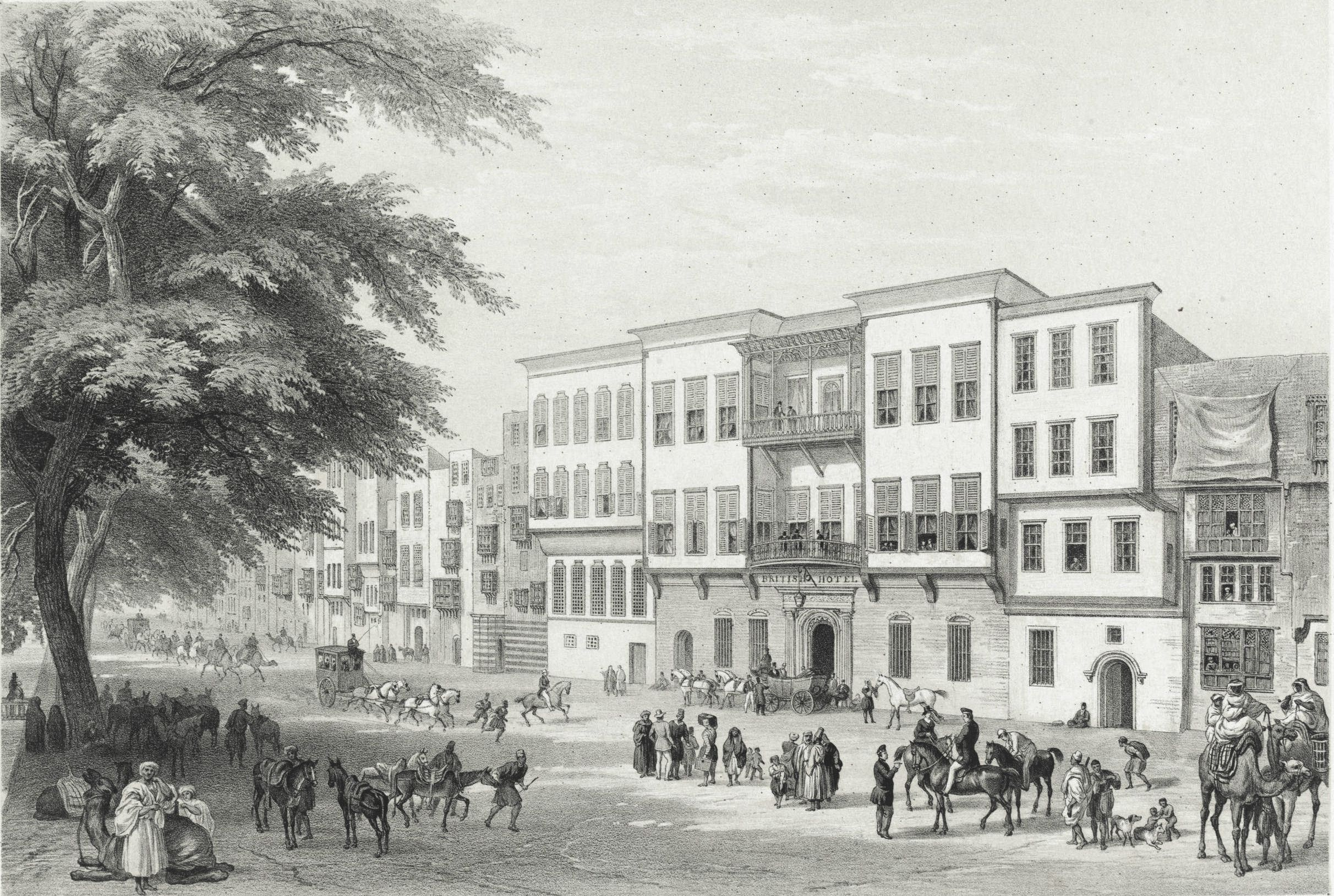
Das British Hotel am Esbekieh-Platz im Jahre 1849

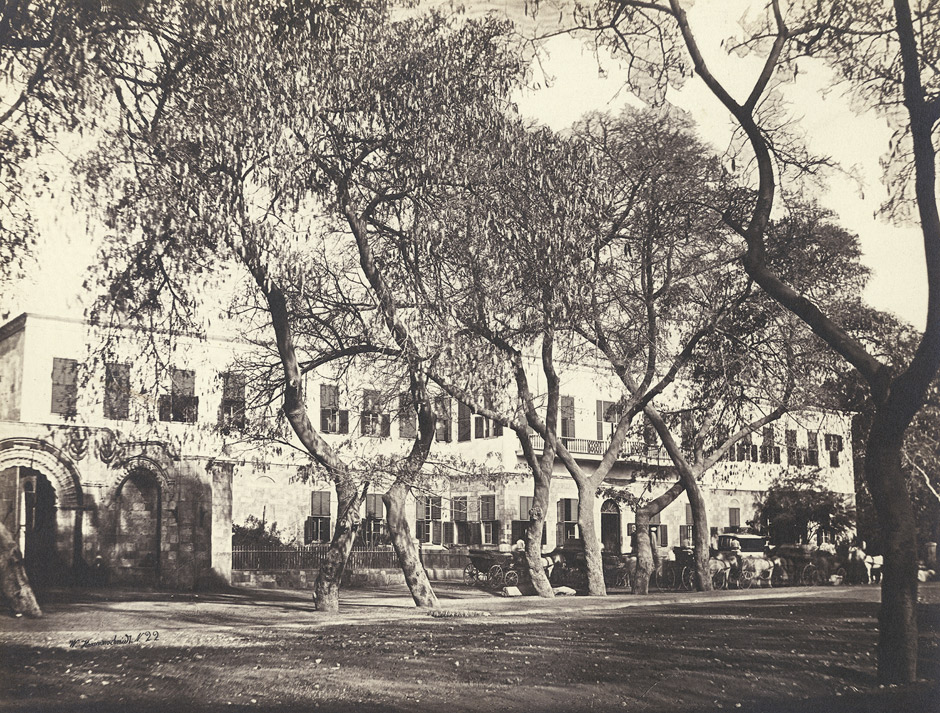
Das aus dem British Hotel hervorgegangene Shepheard's Hotel in einer Fotografie von Wilhelm Hammerschmidt um 1860

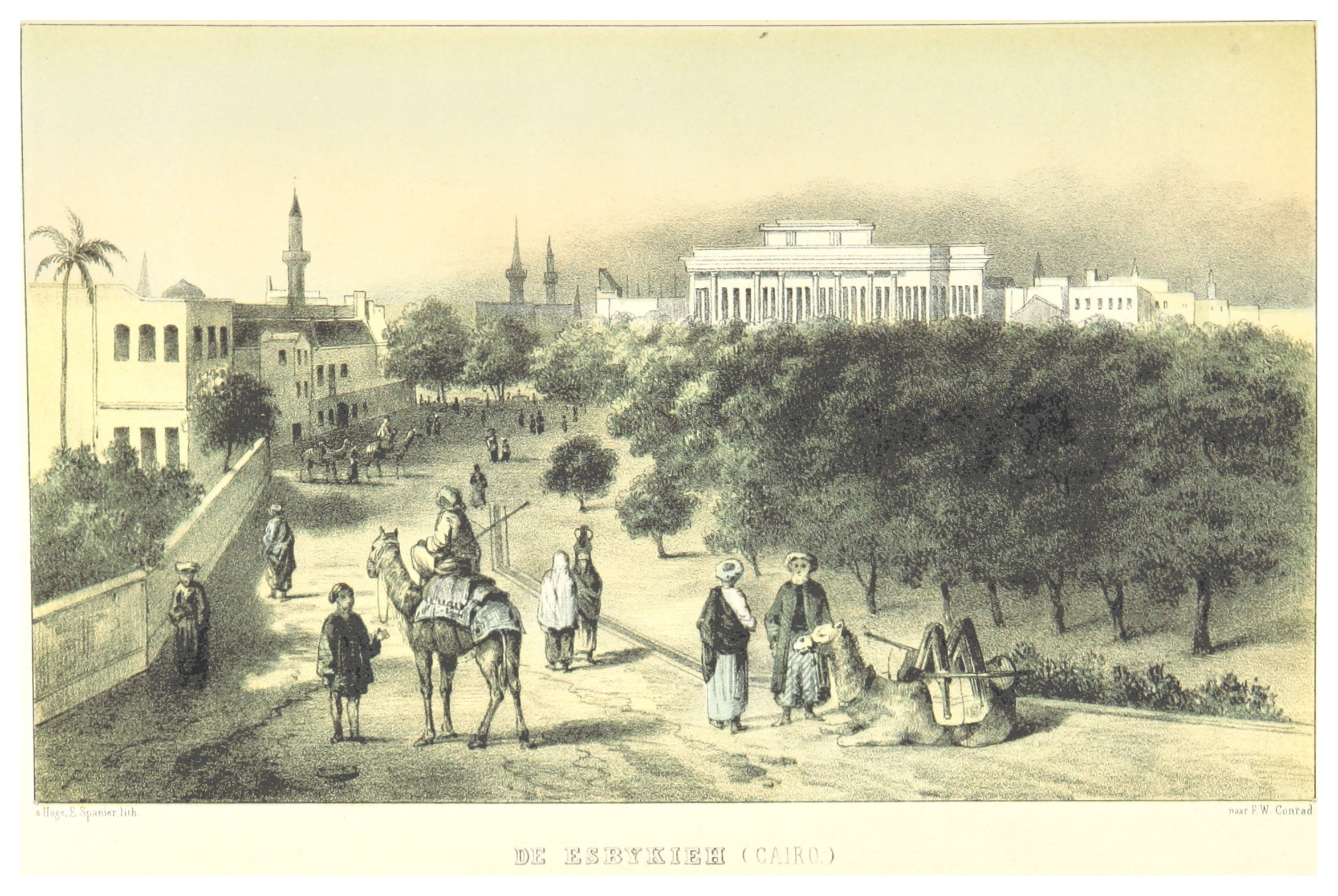
Die Esbekieh-Promenade 1856/57

Die Esbekieh-Promenade war insbesondere ein Treffpunkt für Europäer. Zur europäischen Atmosphäre der Promenade schrieb von Munterbach: „Auf der Esbekieh mag man an Sonntagen, wo die Haute volée der hier wohnenden Franken lustwandelt, zuweilen auf Augenblicke fast auf einem französischen Boulevard zu sein wähnen.“ Dies hatte zum einen mit der Nähe des europäischen Viertels Mūskī zu tun, das sich um die Esbekieh-Promenade erstreckte, zum anderen mit der großen Anzahl von Hotels, die sich an der Esbekieh befanden. Schon seit 1841 bestand hier das British Hotel von Samuel Shepheard. Aus ihm ging später das bekannte Shepheard’s Hotel hervor. Ein französischer Reiseführer aus dem Jahre 1861 zählt nicht weniger als acht Hotels an der Esbekieh, darunter auch das Shepheard’s, das als das beste am Platz galt.
Wie Eugène Poitou berichtet, waren vor den Cafés frisch aus Europa importierte Tische und Stühle aufgestellt. Hier trafen sich jeden Abend europäische Händler und Bankiers, um bei Rauchen, Kaffee oder Sorbets Geschäfte und Neuigkeiten des Tages zu besprechen. Er hielt deswegen den Esbekieh-Platz auch nicht für einen authentischen Teil von Kairo. So meinte er, dass der Platz, so schön er auch sei, immer noch sehr an Europa erinnere, „sowohl durch die ihn umgebenden Gebäude als auch durch die beträchtliche Zahl von Ausländern, die sich ständig dort aufhalten.“ Um das „wahre Kairo“ zu sehen, müssen man auf dem Rücken eines Esels in die Straßen der Stadt eintauchen.
Die Esbekieh-Promenade war allerdings nicht nur bei den Europäern populär, sondern auch Haupttreffpunkt für die Bewohner aller benachbarten Stadtteile. Aus den Beschreibungen der europäischen Reisenden, die die Esbekieh-Promenade besuchten, geht hervor, dass sie zum Teil auch volkstümlichen Charakter hatte. So schreibt Maxime Du Camp über den Zustand der Promenade im Jahre 1850: „Die Gaukler kommen dorthin, um ihre plumpen Kunststücke vorzuführen, und zeigen Affen aus Sennaar, was die puritanischen Ladies, die über Kairo nach Indien reisen, sehr indigniert.“ Im Laufe der Zeit nahm der Unterhaltungsbetrieb an der Promenade immer weiter zu. So berichtet M.B. von Munterbach 1857:

„An der einen Seite haben Griechen mehrere Lauben und Buden angelegt, vor denen die elegante Welt den Tschibuck oder das Nargileh, die persische Wasserpfeife, raucht, aus niedlichen Findjans Kaffee und, wenn die Polizei nicht hinsieht, auch ein und das andere Glas Raki trinkt. Weiter hinab vergnügt sich das niedere Volk mit Schaukeln, oder ein Possenreißer mit einem abgerichteten Esel oder Affen versammelt einen Kreis von blauen Kaftanen und gelben Gesichtern um sich, um ihnen seine Kunststücke zu zeigen.“

Die französische feministische Schriftstellerin Olympe Audouard, die Kairo 1864 besuchte, berichtet, dass die Promenade zu dieser Zeit mit improvisierten Küchen übersät war, in denen türkische Gerichte verkauft wurden. Neben Gauklern hatten auch Tänzer und Tänzerinnen, heulende Derwische und drehende Derwische den Ort in Besitz genommen.
Die Esbekieh war somit ein Ort, an dem Europäer und einheimische Bevölkerung aufeinandertrafen, wie der Schweizer Reiseschriftsteller Charles Didier, der 1853 in Kairo weilte, deutlich macht, und er war auch ein Ort der erotischen Abenteuer:

„Die Esbekieh ist neutrales Terrain, ein gemeinsamer Treffpunkt der einheimischen Bevölkerung und der europäischen Bevölkerung des einen und anderen Geschlechts. Die arabischen Frauen, die hermetisch verschleiert sind, suchen hier nach Abenteuern, häufiger nach Talaris, und Levantinerinnen in prachtvollster Aufmachung kommen ihrerseits hierher, um ihre Netze auszulegen, vor allem an Sonn- und Feiertagen. Es kommt selten vor, dass sich hier nicht im Vorbeigehen eine Beute fangen lässt. Die Toilette ist die Hauptleidenschaft dieser Damen: Sie tragen dabei derart dick auf, dass sie die schrillsten Pariser Moden in den Schatten stellen.“

### Verfallserscheinungen
Da der die Promenade umgebende Kanal bei Niedrigwasser, anders als vorgesehen, trocken blieb, nutzten ihn die wichtigsten Anwohner des Ortes, insbesondere einige Konsuln, als Stall für ihr Vieh und ihre Pferde. Während der Zeit der Überschwemmungen mussten sie aber dem Wasser weichen. Auf Verlangen von drei oder vier Konsuln, die behaupteten, dass dieser Kanal „Fieber verursache“, wurde er schließlich zugeschüttet. Nach Auffassung von Linant de Bellefonds verlor der Esbekieh-Platz damit „eines seiner größten Schmuckstücke“.
In den 1860er Jahren wurde der Esbekieh-Platz immer mehr vernachlässigt und füllte sich mit Müll. Olympe Audouard schreibt über ihn:

„Dieser große Platz, bepflanzt mit prächtigen Sykomoren, mit Massen von Rosensträuchern und Oleandern, wäre sehr schön, wenn er den Arabern nicht als Wasserklosett dienen würde. Es ist wirklich eine unbegreifliche Sache, die Nachlässigkeit dieser Regierung, die nicht einmal eine öffentliche Assanierungsmaßnahme durchzuführen versteht, die ignoriert, dass Sauberkeit nicht nur der hauptsächliche Schönheitsfaktor von Frauen, sondern auch von Städten ist. So ist also dieser Ort, der zu einem bezaubernden Spaziergang einladen würde, ein Herd der Infektion!“

Olympe Audouard klagte außerdem darüber, dass die Promenade am Abend „erschreckend dunkel“ war: Wenn der Mondschein eine Pause einlege, könne man keine zwanzig Schritte tun, ohne gegen einen Baum zu stoßen, in ein Loch oder auf einen Schutthaufen zu fallen.
Der Ort wurde jetzt auch zum Treffpunkt zwielichtiger Gestalten. Der Belgier Hippolyte Stacquez, der sich 1862/63 in Kairo aufhielt, berichtet, dass die Cafés der Esbekieh-Promenade abends und nachts „nur von Männern mit schlechtem Ruf“ heimgesucht wurden, die sie „in Spielhöllen und Räuberhöhlen“ verwandelten. Linant de Bellefonds spricht von bedauerlichen Verstößen gegen die Moral wie Trunksucht, Ausschweifungen und Zechprellerei. Und Gustave Delchevalerie berichtet, dass der Park, als er 1868 in Ägypten ankam, sehr schlecht gepflegt war, es dort Glücksspiele gegeben habe, und man dort nicht selten am hellichten Tag Messerspiele und Morde habe erleben können.

## Geschichte und Beschreibung des Gartens

### Die zweite Umgestaltung: Verkleinerung der Grünfläche und Anlage eines modernen Parks

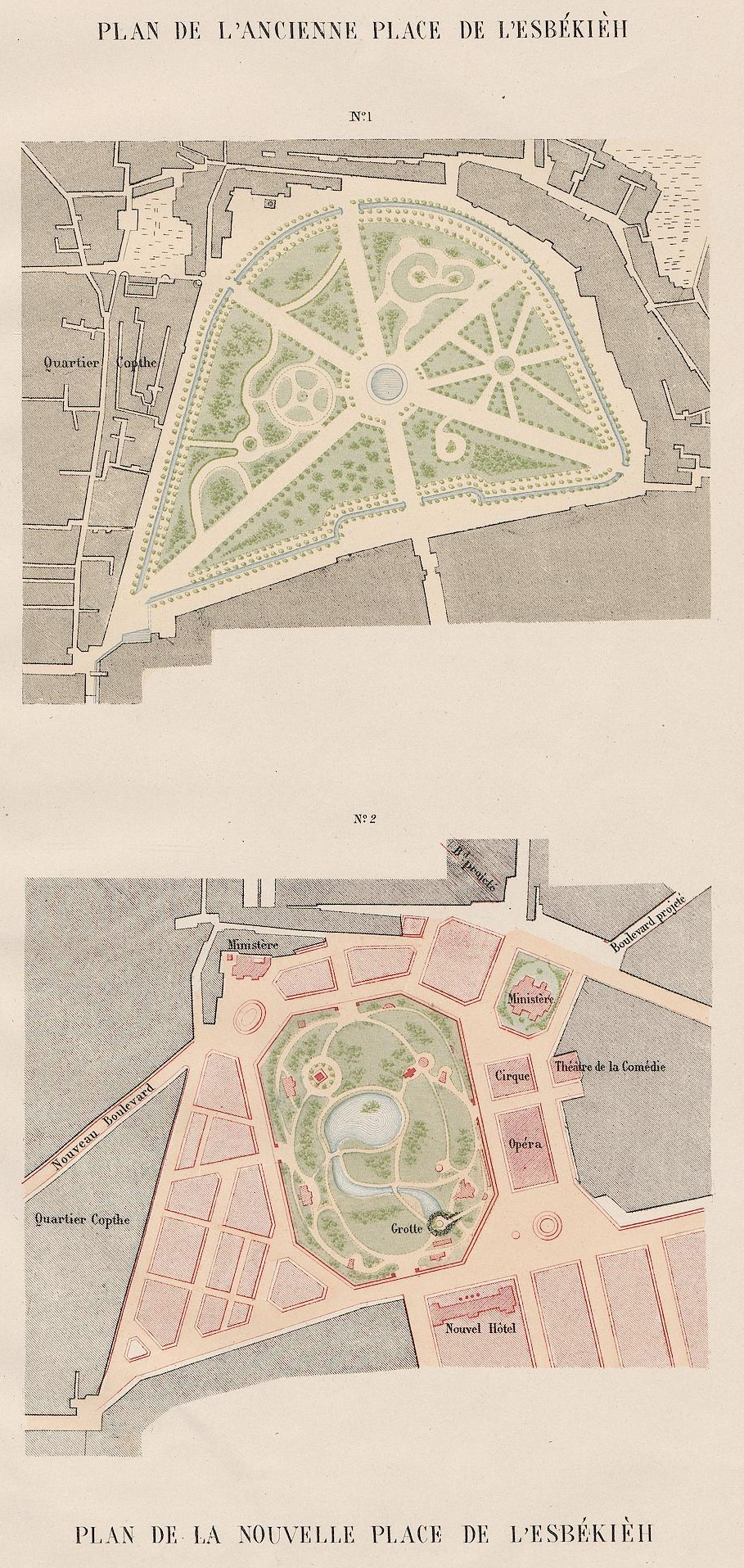
Der Esbekieh-Platz vor und nach seiner neuerlichen Umgestaltung im Vergleich nach Linant de Bellefonds

Nach Linant de Bellefonds entwickelten im Jahr 1863 Spekulanten, die die Gunst des Khediven besaßen, einen Plan, der darauf abzielte, den südlichen Teil des Esbekieh-Platzes abzutrennen, um dort Bauland zu schaffen und einen neuen Stadtteil anzulegen. Der Plan wurde von der Regierung aufgegriffen, und eine Gesellschaft gebildet, die mit der Durchführung der notwendigen Arbeiten und dem Verkauf der betreffenden Grundstücke beauftragt wurde. Die Umsetzung dieses Plans begann allerdings erst 1866. Eugène Gellion-Danglar berichtet in einem Brief vom Dezember 1866, dass plötzlich alle Holzhütten unter den Bäumen, in denen sich vorher Cafés und Restaurants befunden hatten, verschwunden waren und man begonnen hatte, die Esbekieh-Promenade mit einer Mauer zu umgeben. Nach einigen Monaten seien die Arbeiten aber aufgrund des finanziellen Zusammenbruchs der Firma, die sie durchgeführt hatte, unterbrochen worden, und die Esbekieh seither nur noch ein mit Steinen und Gipssschutt bedeckter, unpassierbarer Ort, an dem niemand mehr spazierenging. Nach Linant de Bellefonds wurde die Societé agricole, die Gesellschaft, die mit den Arbeiten beauftragt, bald wieder aufgelöst, und die ihr übertragenen Grundstücke von der Regierung wieder eingezogen.
Der französische Vicomte de Basterot, der Kairo im Herbst 1867 besuchte, berichtete, dass sich das Gelände des Esbekieh-Platzes aber immer noch einem trostlosen Zustand befand. Er äußerte sich erschüttert, dass „viele der schönsten Bäume“ gefällt worden waren und auf dem Boden lagen, man die Cafés und das Theater abgefackelt hatte, und es Pläne gab, den schönsten Teil des Gartens zu zerstören, um dort Häuser zu bauen. In der Mitte hatte man eine große Mauer errichtet, die man mit einem monumentalen Gitter zu krönen begonnen hatte. Die Knappheit an Finanzmitteln im Staatsschatz, so schreibt De Basterot weiter, habe jedoch den Herrscher dazu gezwungen, die Arbeiten an dem Projekt zu unterbrechen. „In ihrem jetzigen Zustand“, so konstatiert er abschließend, sei die Esbekieh „nichts weiter als eine schreckliche Kloake, die nur einem Zweck zu dienen scheint, nämlich Latrine für gut die Hälfte der Bevölkerung von Kairo zu sein.“
Bald darauf wurden auf der südlichen, nördlichen und östlichen Seite weitere Teile vom Esbekieh-Platz abgetrennt und in Bauland umgewandelt. Im Norden wurde ein ganzes Stadtviertel mit schräg verlaufenden Straßen neu geplant, nur in der Mitte des Platzes beließ man ein Areal so, wie es war, und reservierte es für den neu anzulegenden öffentlichen Garten. Nach Vicomte de Basterot war das Vorbild für diesen Garten der Pariser Park Monceaux. Das im Norden abgetrennte Bauland wurde in kleine Grundstücke eingeteilt und zum Verkauf angeboten. Auf dem Gelände südlich des Parks wurden das Khedivial-Opernhaus, ein Theaterhaus und ein Zirkusgebäude errichtet.
Wie Linant de Bellefonds berichtet, reagierten viele Europäer, die die Esbekieh-Promenade von früher her kannten, mit Unverständnis auf die bauliche Verdichtung und Verkleinerung der Grünfläche am Esbekieh-Platz, zumal westlich davon mit Ismailiya ein weitläufiges neues Stadtviertel geplant wurde, in dem die neuen Bauten hätten untergebracht werden können. Auch Theophile Gautier, der sich 1848 so begeistert zu Marilhats Esbekieh-Gemälde geäußert hatte und 1869 zum ersten Mal Kairo selbst besuchte, äußerte sich enttäuscht von der neuen Anlage:

„Man hat daraus einen großen Platz im europäischen Stil gemacht, der durch breite Wege in regelmäßige Abschnitte unterteilt ist, die von hellen Schilfpalisaden oder Palmengerippen begrenzt sind, die man zu verkaufen hofft, um dort Häuser zu bauen […], während man nur einen Teil des Grundstücks für Promenaden reserviert. Aber glücklicherweise ist bis heute kein Gebäude erkennbar, und, ohne dieser Spekulation schaden zu wollen, wäre es für die Bequemlichkeit Kairos wünschenswert, dass die Dinge in demselben Zustand blieben.“

Was die verbliebene Grünanlage betrifft, so beauftragte der Khedive Ismail Pascha im Jahre 1868 den belgischen Kunstgärtner Gustave Delchevalerie mit ihrer Neugestaltung. Delchevalerie führte in der Anlage zunächst verschiedene Nivellierungs- und Bepflanzungsarbeiten durch und legte künstliche Hügel an. Der Park erhielt auf seiner gesamten Fläche eine neue Aufschüttung mit Muttererde. Delchevalerie achtete nach eigener Aussage darauf, dort, wo alte und schöne Bäume standen, wenig aufzufüllen und daraus die unteren Teile des neuen Parks zu machen, indem er den Boden an den kahlen Stellen stärker anhob. Ab 1870 wurde Jean-Pierre Barillet-Deschamps an den Planungen für die Parkanlage beteiligt. Er legte auf der neuen Aufschüttung, die durchschnittlich zwei Meter maß, einen 20 Feddan (= acht Hektar) großen achteckigen Park an, der von einem schönen Eisengitter umgeben war. An jeder der vier Hauptseiten des Gartens befanden sich stattliche Portale im maurischen Stil. Mit acht Hektar war das Grundstück des Parks allerdings um mehr als ein Drittel kleiner als vorher.

### Das Theater
Auf dem Gebiet des neuen Parks erbaute die Regierung 1870 ein Freilichttheater, das chediviale Théâtre-Concert du Jardin de l'Esbekieh. Dieses wurde schon vor der eigentlichen Eröffnung des Gartens im Sommer 1871 eröffnet und von einem Europäer geleitet. Hier wurden im Sommer italienische und später arabische Komödien aufgeführt. Als 1872 die Arbeiten an dem neuen Park endlich abgeschlossen werden konnten, fand zur Einweihung ein Volksfest statt, zu dem auch der Khedive und seine Minister erschienen. Für die Eröffnung hatte der Azhar-Gelehrte Muhammad ʿAbd al-Fattāh al-Misrī eigens ein arabisches Theaterstück in drei Akten geschrieben. Dieses Stück mit dem Titel Nuzhat al-adab fī šaǧāʿat al-ʿArab al-mubhiǧa li-l-aʿyun az-zakīya fī ḥadīqat al-Azbakīya („Eine literarische Unterhaltung über die Tapferkeit der Araber zur Erfreuung der lauteren Augen im Esbekieh-Garten“) wurde in dem Theater im Sommer 1872 vor einem Publikum, das ägyptische Minister, Gelehrte und führende Literaten einschloss, uraufgeführt. Das Theaterstück, das auch dem Namen Lailā bekannt wurde, war die erste arabische Tragödie, die in Ägypten zur Aufführung kam.

### Bepflanzung
Gerhard Rohlfs, der die achteckige Anlage des Parks unmittelbar nach ihrer Fertigstellung sah, berichtet, dass sie einem Umfang von 940 Meter hatte und insgesamt ein Areal von 82.500 Quadratmetern einnahm. Die Länge der Wege betrug insgesamt 2,3 Kilometer. Der Bach und die von ihm gebildeten Teiche, die zwei Meter tief waren, bedeckten eine Fläche von 5.000 Quadratmetern. Henry de Vaujany beschreibt im Jahre 1883 den Esbekieh-Garten als eine Anlage „aus Rasenflächen, die von zahlreichen Wegen mit anmutigen Konturen durchzogen und mit Bäumen aller Art bepflanzt sind.“ Der Baedeker-Reiseführer des Jahres 1877 warb für den Besuch des Gartens: „Das Umherwandeln unter den hier vortrefflich gedeihenden Bäumen, Sträuchern und Blumen jeder Art ist köstlich (Mai und Juni ist die Hauptblüthezeit), und wer seiner Gesundheit wegen in Kairo den Winter verlebt, sollte diesen Garten fleissig benutzen.“
Die Bäume, die Delchevalerie in dem Park anpflanzte, stammten aus allen warmen und gemäßigten Teilen der alten und der Neuen Welt. Einer der Hauptlieferanten war der deutsche Botaniker und Afrikareisende Georg Schweinfurth. Delchevalerie selbst lobte den Park als „eine der schönsten Sammlungen exotischer Pflanzen, die jemals auf ägyptischem Boden zusammengestellt wurden.“ Bäume, die er selbst für besonders hervorhob, waren eine Wüstendattel aus dem Sudan, die nach ihm die Eigenschaft hat, im Sand der Wüste ohne Bewässerung zu wachsen und dort Früchte zu tragen, eine Dalbergia melanoxylon aus Äthiopien, eine Banyan-Feige aus Indien, die dort genauso gut gedieh wie in ihrem Heimatland und „eine schöne malerische Wirkung“ hatte „mit ihren Luftwurzeln, die von den großen Zweigen auf den Boden herabsteigen und dort Wurzeln schlagen, wobei sie dann so viele neue Stämme bilden, dass ein kleiner Wald entsteht“. Darüber hinaus erwähnt er eine Bauhinia purpurea aus einer früheren Gartenbauanlage in Alexandria als einen der schönsten Zierbäume des Gartens ebenso wie mehrere Flammenbäume, die er an mehreren Stellen in Alleen gepflanzt hatte.

Die Bepflanzung des Parks auf alten Postkarten
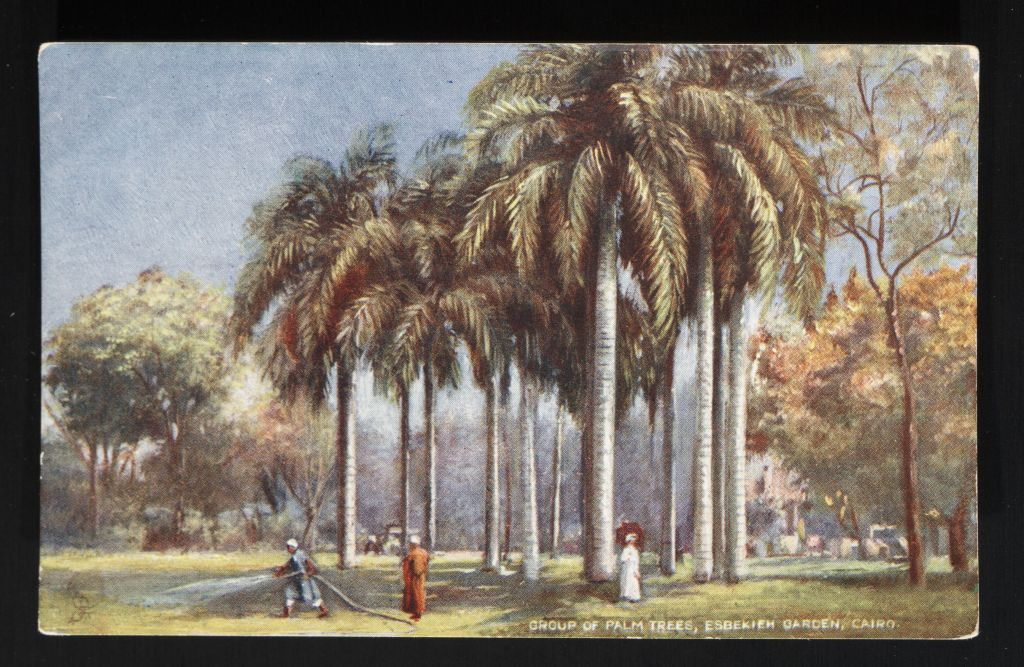
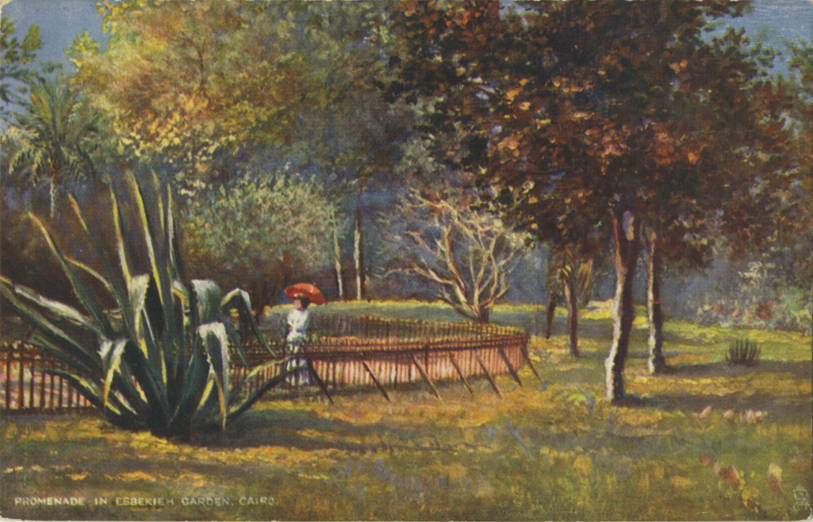
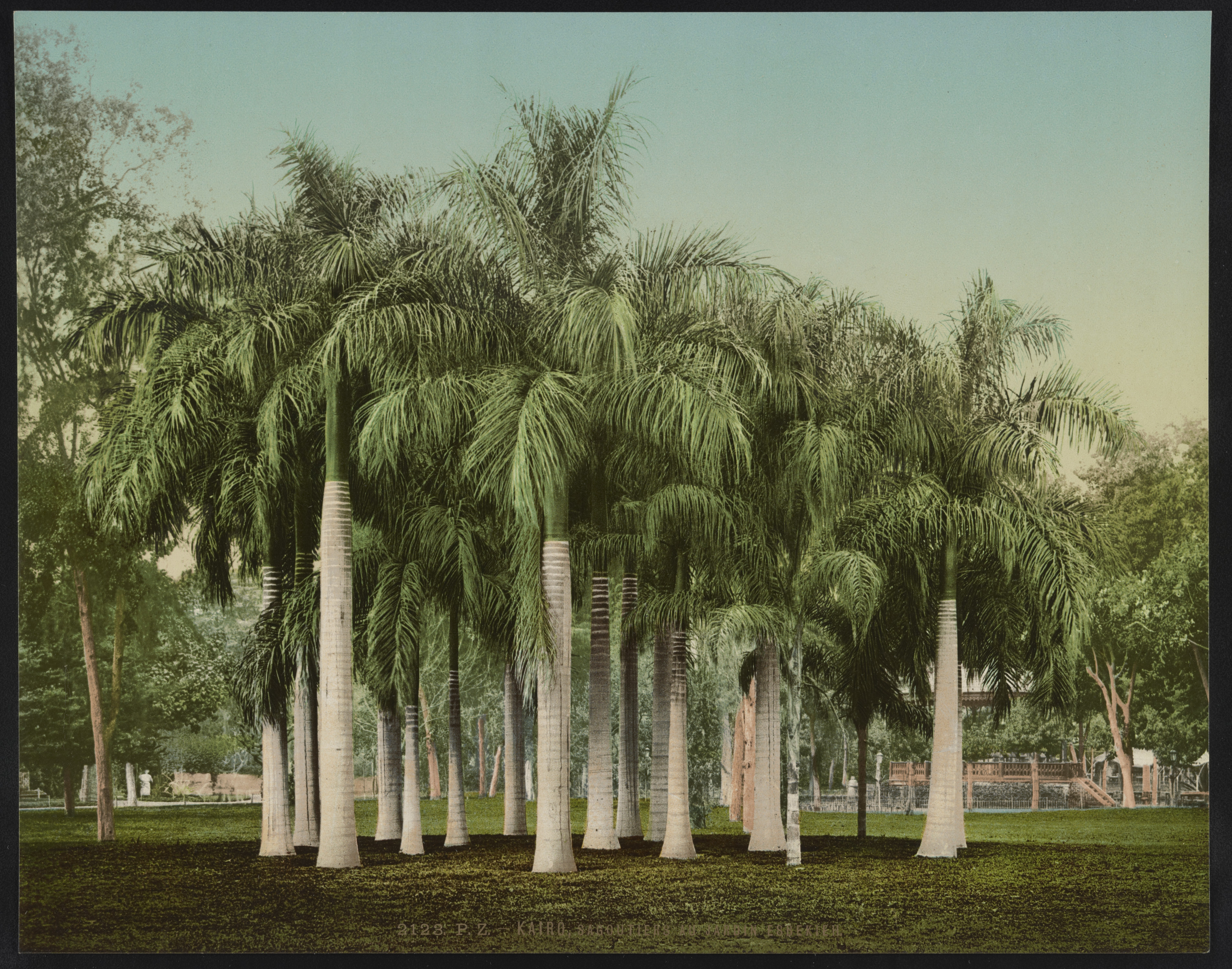
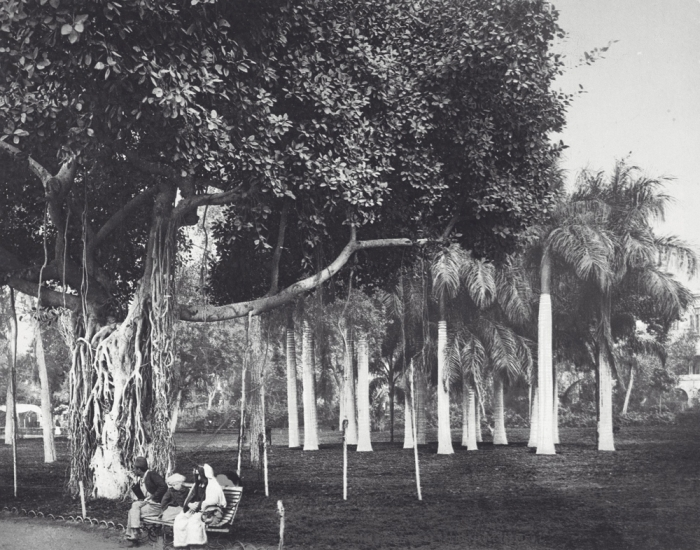

Zwar mussten die Pflanzen teilweise auf den nitrathaltigen Abbruchschutt gepflanzt werden, was der schnellen Entwicklung der Neupflanzungen abträglich war, aber durch die Bewässerung mit Süßwasser wurde der Boden schließlich denitrifiziert und die Vegetation entwickelte sich dort nach Delchevaleries Aussage prächtig.

### Delchevaleries Plan der Pflanzen und Attraktionen im Esbekieh-Park
| Pflanzen (alphabetisch): Acacia albida (125), Acacia farnesiana (142) Acacia fistulans (88), Acacia lebbek (105), Acacia mellifera (8, 61, 72), Vachellia seyal (Syn. Acacia seyal) (69), Vachellia tortilis (Syn. Acacia spirocarpa major) (60), Acacia spirocarpa minor (104), Acacia vera (41, 129), Adansonia digitata (49), Albizia lebbek (92, 150), Anogeissus leiocarpa (12, 114), Araucaria bidwillii (108), Araucaria cunninghamii (146), Araucaria excelsa (101, 132), Balanites aegyptiaca (11), Bambusa arundinacea (15, 52, 93), Bambusa indica (19, 94), Bambusa scriptoria (97), Bauhinia purpurea (102), Bauhinia reticulata (118), Bignoniaceae (74), Bombax crispiflora (29), Bombax heptaphyllum (100), Botryodendron macrophyllum (152), Bumex lomaria (139), Carica papaya (131), Casuarina stricta (24, 90, 117), Cedrus deodora (130), Cordia mixa (79), Cordia subopposita (84, 147), Dalbergia melanoxylon (64, 82, 124), Erythrina crista-galli (20, 103, 111, 119, 133, 136, 140), Erythrina indica (83, 112), Erythrina ruberrima (2, 23, 38), Eucalyptus globulus (34, 121), Euphorbia arborea (40), Euphorbia atropurpurea (9), Ficus amazonica (14), Ficus benghalensis (33, 48), Ficus chauvieri (26), Ficus elastica (116), Ficus ferruginea (54), Ficus populifolia (77), Ficus porteana (58), Ficus sycomorus (27), Ficus tjela (31, 47, 53, 73), Fourcroya gigantea (67, 70, 134), Gomphocarpus species (66), Grevillea robusta (122), Grewia corylifolia (62, 71), Grewia membranacea (7, 39, 68, 123, 127), Grewia populifolia (85), Grewia quadrangularis (144), Guillandina bonduc (28), Gynérium argenteum (25), Jatropha curcas (86, 151), Kigelia africana (22, 35, 80, 148), Kigelia pinnata (56, 137, 141), Magnolia grandiflora (32), Mangifera indica (21), Moringa alba (45), Oreodoxa regia (95), Parkinsonia aculeata (46), Pentaptera glabra (128), Pereskia aculeata (63), Phoenix dactylifera (87), Phoenix reclinata (Syn. Phoenix leonensis) (10), Phyllanthus securinega (44, 76, 106, 126), Phytolacca dioica (57), Plumiera alba (6, 37), Poinciana regia (30, 36, 43, 110, 115, 145), Poinsettia pulcherrima (91), Pomgamia glabra (13), Populus angulala (55), Populus carolinensis (16, 51, 96), Rumex lomaria (4, 75), Salix babylonica (98), Salix pendula (17), Salix roxburghii (153), Sapinus sénégalensis (18), Solanum macranthum (59), Sophora tomentosa (65, 81), Sterculia platanifolia (5, 50, 149), Tamarix aegyptiaca (99), Tamarix arborea (120), Tamarix nilotica (89), Unona longifolia (3), Xylophylla latifolia (1), Zizyphus abyssinicus (42) |
| Attraktionen: 154. Musikkiosk; 155. Limonadenverkäufer; 156. Bierhalle; 157. Karussell; 158. Reposoirs; 159. Brücke aus Eisen und Holz; 160. Banyan-Baum; 161. Chinesischer Pavillon; 162. Exedra; 163. Arabisches Café-chantant; 164. Schießbude; 165. Verkaufsstelle für Tabakwaren; 166. Griechisches Café-chantant; 167. Eisverkäufer unter der Grotte und dem Wasserfall; 168. Rustikale Brücke; 169. See, Tretboote; 170. Belvedere (Architektur); 171. Fotoatelier; 172. Restaurant; 173. Europäisches Café-chantant, Theater; 174. Pförtner, Wächter. |
| Quelle: G. Delchevalerie: Le parc public de l'Ezbékieh au Caire. 1897, S. 17, und Ders. Les Promenades et les Jardins du Caire. 1899, S. 54f. |

### Weitere Attraktionen

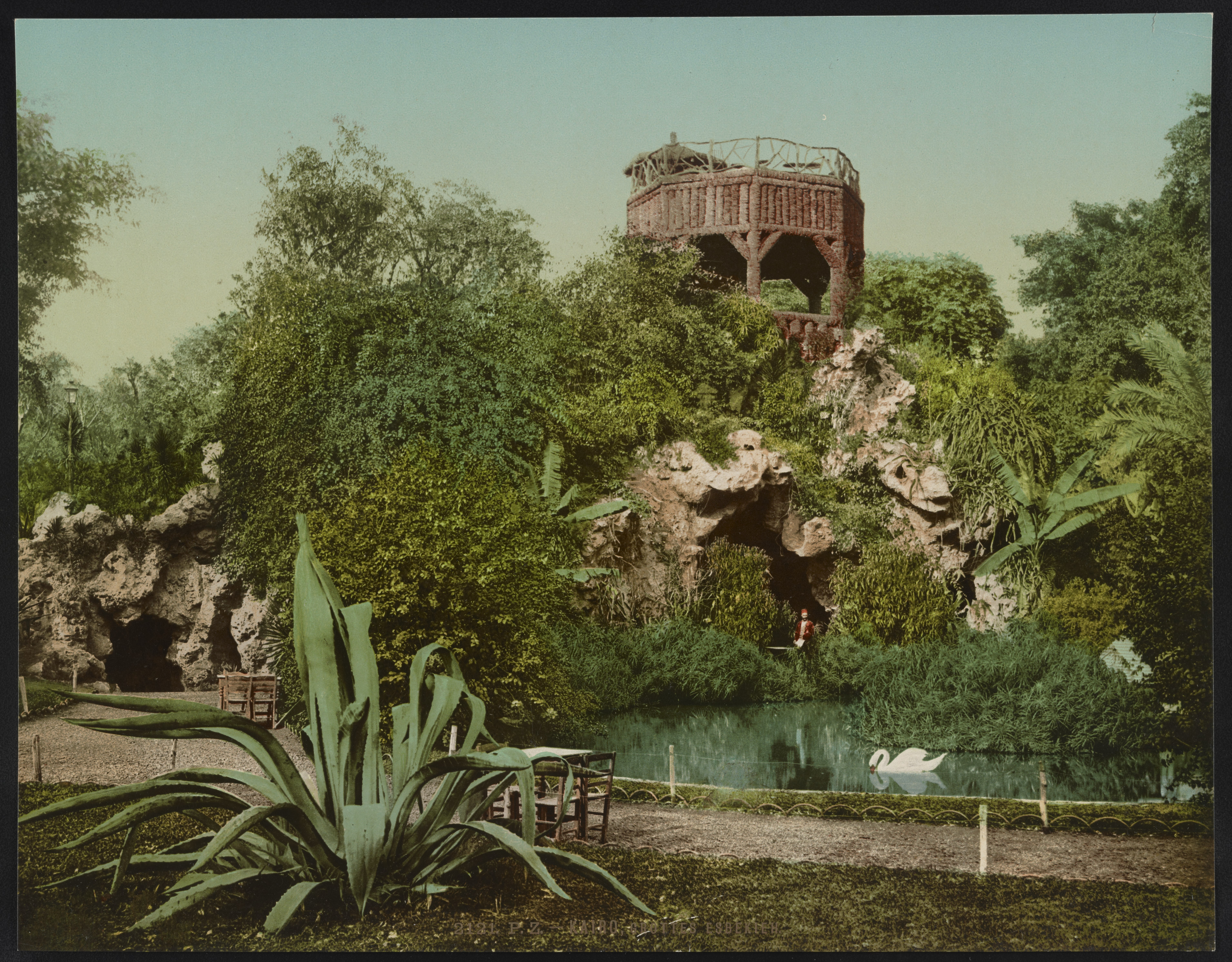
Die Grotte aus Tuffstein mit dem Belvedere

Zu dem Park gehörten ein künstlicher Felsen und eine Grotte aus Tuffsteinen, aus der das Wasser in Kaskaden hervorsprudelte. Sie waren das Werk von Eugène Combaz, der auch die Grotten und Kaskaden im Bois de Boulogne und im Parc des Buttes-Chaumont konstruiert hatte. Der Wasserfall wurde von einem Reservoir mit Nilwasser auf der Spitze des Felsens gespeist, das von der Kairoer Wassergesellschaft ständig mit Wasser gefüllt wurde. Der Wasserfall wieder speiste einen kleinen Bach, der in einen zentralen Teich floss. Über der Grotte erhob sich ein Belvedere, der vollständig aus Palmenstämmen hergestellt war. Ihn erreichte man entweder über einen schattigen, sandigen Weg oder über verschiedene innere und äußere Pfade, die aus in den Fels gehauenen Stufen bestanden. Von dem Belvedere aus hatte man einen schönen Ausblick nicht nur auf den Park, sondern ganz Kairo. Das eiserne Gerüst für diese Konstruktion war in Paris hergestellt worden.
Der Garten enthielt noch einige andere Attraktionen. Dazu gehörten zwei Musikpavillons, einer für Militärmusik und einer für bürgerliche Musik, in denen bei Sonnenuntergang, wenn die Menschen Abkühlung suchten, Konzerte gegeben wurden. Nach Vaujany, der die Situation um 1883 beschreibt, spielte die Militärkapelle täglich von vier bis neun Uhr abends europäische und türkische Musik. Nach Rohlfs’ Beschreibung handelte es sich um ein „ausgezeichnetes Militärorchester“, das „europäische Symphonien und Stücke“ spielte und „arabische Weisen“, die ihn „ungemein an Wagner'sche Compositionen“ erinnerten. Außerdem gab es in dem Park ein europäisches und ein arabisches Café-chantant, das bereits erwähnte Freilichttheater und einen chinesischen Pavillon. In dem arabischen Café-chantant konnte man abends arabische Romanzen hören, die von einheimischen Instrumenten begleitet wurden. Hier traten berühmte ägyptische Sänger auf wie ʿAbduh al-Hamūlī (gest. 1901).
Auch gastronomisch hatte der Park Einiges zu bieten. So gab es in der Nähe des Sees ein europäisches Restaurant in einem Chalet, das die Elite der Stadtbewohner anlockte. Hier konnte man unter grünen Lauben, die dieses öffentliche Lokal umgaben, speisen. Ein zeitgenössischer französischer Autor berichtet, dass es ein ausgezeichnetes Restaurant gewesen sei, das an das berühmte Restaurant Ledoyen auf den Champs Elysées erinnert habe. Des Weiteren gab es in dem Park eine Bierhalle, ein Karussell, Schaukeln und alle Arten von Spielen für Kinder, eine Schießbude, Tretboote auf dem See, ein Fotoatelier, außerdem Buden, in denen Liköre, Speiseeis und Scherbets verkauft wurden. Gerhard Rohlfs berichtet, dass in der Bierhalle „das beste Drehersche oder Münchener Bier in Eis dem Nordländer Labung“ bot. Er fand in dem Garten „Alles vereint, was nur das Leben angenehm macht“. Noch vor 1904 wurde aber der Teich im Zentrum des Parks beseitigt und dort eine Rollschuhbahn angelegt.

### Personal, Unterhalt, Beleuchtung

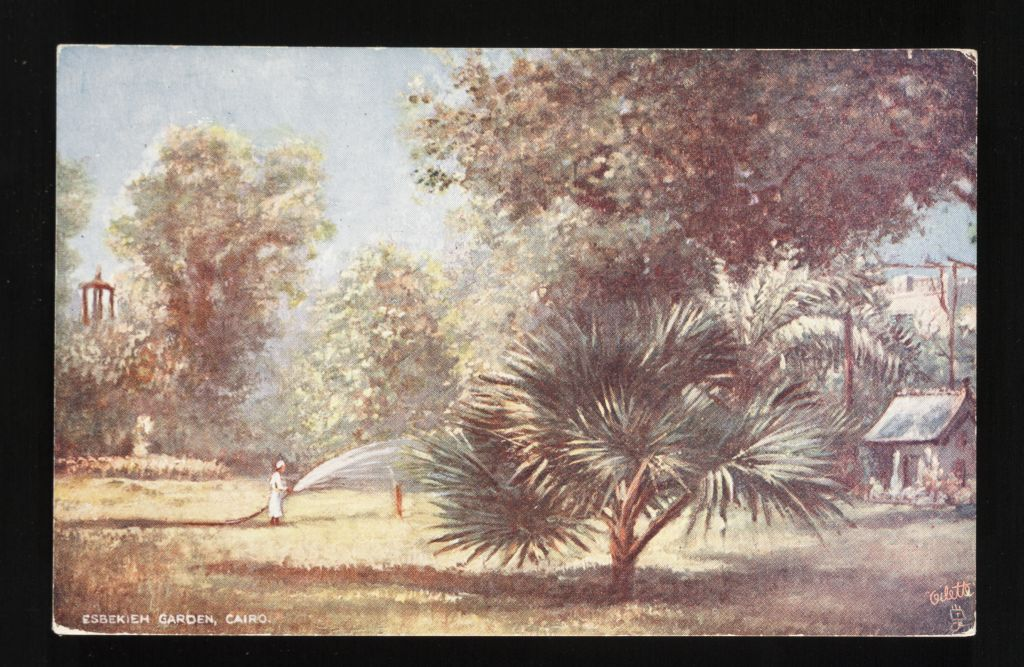
Besprengung des Gartens auf einer Postkarte von 1906

Um die Pflege des Gartens kümmerte sich zahlreiches Personal. Jeden Morgen wurden die mit Blumen übersäten Rasenflächen, die Blumenbeete und die Wege mit langen Schläuchen auf Rädern bewässert, wie damals üblich in europäischen Parks. Für die Speisung der Springbrunnen, das Besprengen der Wege und den Unterhalt der Teiche waren täglich 800 Kubikmeter Wasser notwendig.
Am Abend wurde der Park durch 106 blumenförmige Kandelaber beleuchtet. Sie bestanden jeweils aus fünf Zweigen mit je fünf Tulpen, so dass allabendlich mehr als 2.500 Flammen brannten. Rohlfs beschreibt die Beleuchtung des Parks als „feenhaft“. Insgesamt benötigte man für die Beleuchtung und den Betrieb der Einrichtungen des Gartens monatlich 8.000 Kubikmeter Gas.
Für die Sicherheit sorgten Pförtner, die an den vier monumentalen Eingängen postiert waren, und Polizeiwachen. Gerhard Rohlfs berichtet, dass an den Toren Eintrittsgeld erhoben wurde, um Bettler daran zu hindern, den Park zu betreten. Im Jahre 1913 betrug das Eintrittsgeld 1/2 Piaster.

### Das Publikum
Gerhart Rohlfs bedauerte in den frühen 1870er Jahren, dass der „Esbekieh-Garten lange nicht so besucht“ war, „wie er es verdiente.“ Es sei „eine für Kairo zu vornehme Anstalt“. Das Eintrittsgeld sei zwar nicht unerschwinglich, aber die „Genüsse innerhalb desselben“ seien zu teuer. Das vornehme europäische Publikum halte sich aus Blasiertheit fern, das vornehme muslimische Publikum sei für solche Genüsse unempfänglich, und „der gemeine europäische Mann“ suche lieber in den übrigen Vergnügunglokalen Kairos seine Unterhaltung. Bei den in Kairo ansässigen europäischen Familien blieb der Garten auch später noch unbeliebt. In der vierten Auflage des Baedeker-Reiseführer, die 1897 erschien, heißt es: „Die ansässigen europäischen Familien der besseren Stände benutzen den Garten wenig.“

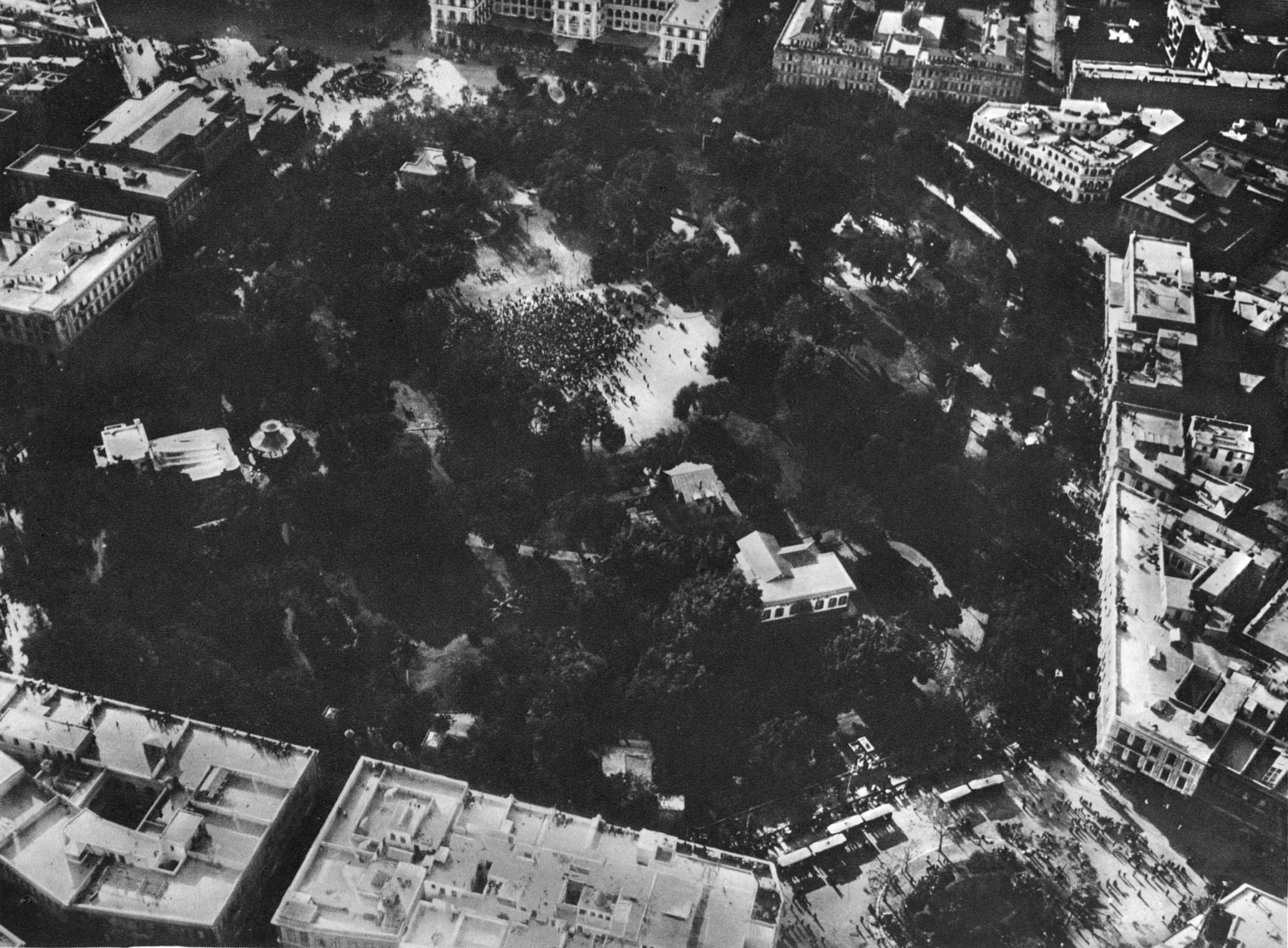
Der Esbekieh-Garten in einer Luftaufnahme des Schweizer Ballonfahrers Eduard Spelterini von 1904

Im Laufe der Zeit wurde der Esbekieh-Garten aber von der einheimischen ägyptischen Bevölkerung besser aufgenommen. So schreibt der Baedeker-Reiseführer für Ägypten im Jahre 1877: „Der Garten, zuerst fast ausschließlich von Europäern benutzt, bekommt nach und nach bei den Arabern, von denen auch wohlhabende ihre tief verschleierten Frauen und Kinder hierher schicken, immer mehr in Aufnahme.“ Der deutsche Ägyptologe Georg Ebers rühmte den Garten 1879 als Ort interkultureller Begegnung: „In dem herrlichen Ziergarten des Ezbekîjeplatzes sitzt die schwarze Wärterin eines arabischen Kindes neben der französischen Bonne mit ihrem blondlockigen Pflegling, entzündet der italienische Stutzer seine Cigarrette an der eines nubischen Händlers“. Der französische Journalist Gabriel Charmes, der sich im selben Jahr in Kairo aufhielt, machte die folgende Beobachtung:

„Man muss […] zugeben, dass der Garten von Esbekieh von den Einwohnern Kairos sehr verachtet wird. Es ist vergeblich, dass die Musik des Vizekönigs dort jeden Tag Aida-Melodien im Wechsel mit Refrains von Mère Angot spielt. Diese französische Musik zieht nur einige Kindermädchen an, die im Gegensatz zu den europäischen Gepflogenheiten von keinem Soldaten begleitet werden. Nur am Abend füllen sich die arabischen Cafés mit einer gewissen Anzahl von Gästen. Dann sieht man verschleierte Frauen durch die Alleen schleichen, denen aus der Ferne einige Studenten der El-Azhar-Moschee in langen, bunten Gewändern und einige Verwaltungsangestellte in Stambuline und Tarbusch mit einem sorgfältig gestärkten europäischen Hemd folgen.“

Die hohe Anziehungskraft, die der Park um die Jahrhundertwende für die einheimische Mittelschicht hatte, geht aus dem 1902 veröffentlichten Buch Ḥāḍir al-Miṣrīyīn au sirr taʾaḫḫurihim („Die Gegenwart der Ägypter oder das Geheimnis ihrer Rückständigkeit“) des ägyptischen Autors Muhammad ʿUmar hervor. Er kritisierte dort die Gewohnheit junger ägyptischer Männer aus der Mittelschicht, ihre Freizeit damit zu verbringen, müßig in Cafés zu plaudern und Nargile zu rauchen, und ergänzt dann:

„Es gibt in der Hauptstadt keinen Ort, der für solche Vorhaben besser geeignet ist als der Esbekieh-Garten, wo die Luft nachts vibriert und die Gänse in den Teichen schwimmen und wo sich die Figuren schöner Damen im Rhythmus der Zweige wiegen, so dass, wenn die Brise auffrischt, ihre Köpfe sich zur Ehrerbietung verneigen, sie einander liebeswerbend und gehorsam umarmen, und das Rauschen, was man dann hört, die Sorgen verschwinden lässt und aus dem Herzen den Widerhall der Kümmernisse vertreibt.“

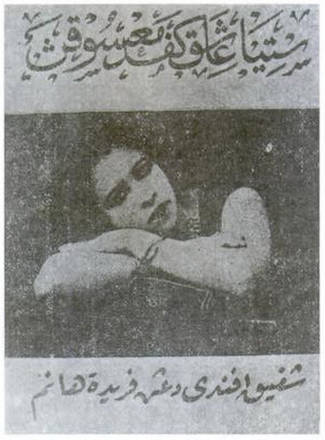
Titelbild des malaiischen Romans Hikayat Faridah Hanom, der teilweise im Esbekieh-Garten spielt.

Die Bekanntheit, die der Esbekieh-Garten auch im Orient als Ort der Vergnügungen gewann, lässt sich daran erkennen, dass er einen der Schauplätze des malaiischen Liebesromans Hikayat Faridah Hanom von Sayyid Shaykh al-Hadi bildet, der in den 1890er Jahren in Kairo spielt. Hier wird erzählt, dass die beiden Protagonisten Faridah Hanom und Shafik Efendi bei ihren nachmittäglichen Ausfahrten von Zeit zu Zeit die Esbekieh besuchen, „den Park im Zentrum von Kairo, dessen Schönheit mit seinen Gebäuden und Spielstätten berühmt ist und diejenigen erfreut, die ihn betreten“. Als Shafik Efendi seine Geliebte mit Unterstützung ihrer beiden Dienerinnen entführt hat, verheimlichen diese den übrigen Dienerinnen den Aufenthaltsort ihrer Herrin und erzählen ihnen, dass Faridah Hanom „schon am frühen Morgen ausgegangen ist, um im Esbekieh-Garten spazierenzugehen, denn es ist Sommer und es gehen tatsächlich alle Menschen morgens und nachmittags in diesem Garten spazieren.“
Bei der einheimischen ägyptischen Bevölkerung geriet der Esbekieh-Garten allerdings als „Ort des Lasters und der Ausschweifung“ im Laufe der Zeit immer mehr in Verruf. Sehr deutlich wird das in dem Eintrag, den der ägyptische Gelehrte und Historiker Ahmad Amīn (1886–1954) dem Park Anfang der 1950er Jahre in seinem „Wörterbuch der ägyptischen Gewohnheiten, Bräuche und geflügelten Worte“ (Qāmūs al-ʿādāt wa-t-taqālīd wa-t-taʿābīr al-Miṣrīya) widmet. Hier schreibt er:

„Es war die Zeit der britischen Besatzung, in der sich die Menschen an die Freiheit gewöhnt hatten. Das Wort „Freiheit“ war in aller Munde, und der Esbekieh-Garten wurde zur Manifestation jener Freiheit, unter der die Menschen Ausschweifung, Alkohol, Haschisch und Glücksspiel verstanden. Der Esbekieh-Garten wurde gewöhnlich von Lüstlingen (aṣḥāb aš-šahwāt) aufgesucht und war voll mit Tavernen, Tanzkabaretts, Sängern und Sängerinnen, Haschischhöhlen und Spielhöllen. Er wurde von überall her besucht, bis der Name der Esbekieh ein Synonym für alle Arten von Laster und Ausschweifung war. Kaum war es vier Uhr nachmittags, drängten sich an den Eingangstoren alt und jung, Männer und Frauen, die Vergnügen und Unterhaltung suchten. Auf ihren Wegen machten sich die Dirnen (ʿāhirāt) breit, und nach Sonnenuntergang richteten die Griechen ihre Tavernen her. […] Wenn es dunkel wurde, wurden die Laternen und Lampen angezündet. Eine jede Musikkapelle nahm ihren Platz ein, und die Stühle wurden aufgereiht. Einige Reihen wurden von den Dirnen eingenommen, wobei eine jede einen Tisch vor sich hatte. Sie hatten leichte und durchsichtige Kleider an und warfen mit zotigen Wörtern um sich. Sie wiegten kokett ihre Hüften, um die Leidenschaften zu entflammen, und wandten sich dabei nach rechts und links. Jede Band bestand aus einer Anzahl von Instrumentalisten mit einer Frau in der Mitte, die ʿĀlima genannt wurde. Sie machte den reichen Erben, die sie jede Nacht aufsuchten, alle möglichen Formen von Koketterie und Unsittlichkeit vor, schaute zu ihnen hinüber mit einem seufzenden Blick, so dass jeder einzelne meinte, der Erwählte zu sein, und ihr ins Netz ging.“

Ahmad Amīn beschreibt weiter, dass der Ort von vielen Beys, Paschas und „Exzellenzen“ besucht wurde, die den Frauen in großen Mengen teuren Champagner bestellten. Das Café auf dem künstlichen Felsen sei ebenfalls voll mit solchen Dirnen (ʿāhirāt) gewesen, mit jungen Männern an ihrer Seite. Auch einige Türken und Albaner hätten den Garten „mit ihrem Lärm und ihrer Prahlerei“ regelmäßig frequentiert. Zwischen den Liebenden seien ständig Boten unterwegs gewesen, die ihre Liebesbotschaften übermittelt hätten.

### Entwicklung der Umgebung

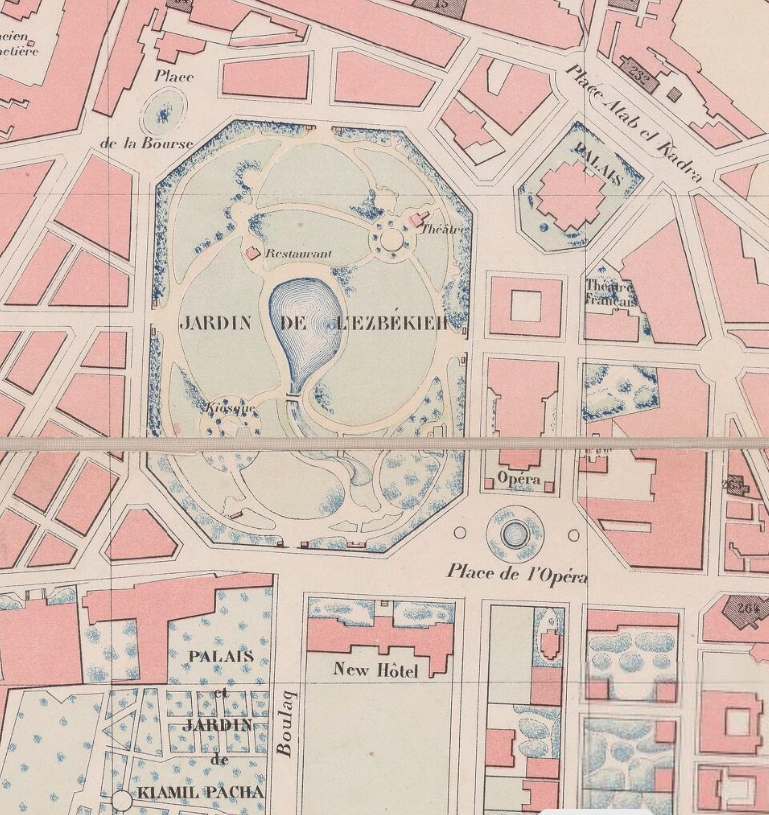
Der Esbekieh-Garten mit seiner Umgebung in einem Kairo-Stadtplan von 1874, links vom Garten die neu erbauten Straßenzüge

Gleichzeitig mit der Anlegung des Esbekieh-Gartens wurde seine unmittelbare Umgebung in ein neues Viertel von Straßen mit von Arkaden bedeckten Gehwegen ähnlich wie in der Rue de Rivoli in Paris umgestaltet. Im Jahr 1869 sicherte sich die in englischem Besitz befindliche Oriental Hotels Company ein Grundstück auf der Westseite des Gartens, auf dem sie das New Hotel mit einer 120 Meter breiten Fassade errichtete. Auf der Südseite des Parks wurden nach Plänen des deutschen Architekten Julius Franz in wenigen Monaten Theatergebäude, ein Zirkus und ein Komödienhaus errichtet. Außerdem fand hier das khediviale Opernhaus von Pietro Avoscani Platz.
Fast alle neuen Wirtschaftsanlagen von Kairo (Hotels, Banken und öffentliche Dienstleistungsgebäude) wurden gegen Ende des 19. Jahrhunderts in dem Viertel rund um den Esbekieh-Garten verdichtet. Westlich des Parks wurde in dem Dreieck zwischen Esbekieh, Būlāq und dem Qasr-an-Nīl-Palast außerdem ein neues Stadtviertel angelegt, das als „Ismailiyya“ bezeichnet wurde und dem heutigen Downtown-Bezirk (arab. Wusṭ al-Balad) mit dem Tahrir-Platz entspricht.
Mit seinem Park, dem Opernhaus, Theatern und verschiedenen Cafés hatte das Esbekieh-Viertel bereits vor der britischen Besetzung Ägyptens 1882 einen Ruf als Vergnügungsviertel. Die Eröffnung der Straßenbahn von Kairo im Jahr 1896, deren zentraler Knotenpunkt nur wenige Schritte vom Esbekieh-Park am ʿAtaba-al-Chadrā'-Platz entfernt war, verstärkte den Ruf der Gegend als Vergnügungsviertel, da sie für Bewohner aus anderen Teilen der Stadt nun leichter zugänglich wurde. Hotels und Banken wurden dagegen um die Jahrhundertwende zunehmend in den Stadtteil Ismailiyya verlagert.

## Teilweise Zerstörung und Wiederherstellung auf verkleinerter Fläche
Im frühen 20. Jahrhundert entwickelte sich der Esbekieh-Platz immer mehr zu einem Verkehrsknotenpunkt. Schon Ende der 1940er Jahre war der Park auf 12 Feddan zusammengeschrumpft, und Militärmusik wurde nur noch an zwei Tagen die Woche gespielt, nämlich sonntags und freitags. Nachdem der Esbekieh-Garten in den 1950er Jahren von einer breiten Verkehrsstraße, der Verlängerung der 26.-Juli-Straße, durchbrochen wurde, machte er nur noch einen kümmerlichen Eindruck. Die östliche Hälfte des Gartens wurde zum Bau von Ministerien und Regierungsgebäuden genutzt. Ein weiterer Teil des Gartens wurde in einen der belebtesten Busterminals in Kairo umgewandelt. 1971 wurden bei einem großen Brand viele der historischen Gebäude im Esbekieh-Viertel zerstört und abgerissen, darunter auch das hundert Jahre alte khediviale Opernhaus. An seiner Stelle wurde eine mehrstöckige Garage mit massiver Betonfassade erbaut. Nach 2006 wurde beim Bau der dritten Kairoer U-Bahn-Linie mehr als die Hälfte der Fläche, die vom Esbekieh-Garten übrig geblieben war, zerstört, um Platz für den Bau einer U-Bahn-Haltestelle zu schaffen.
Auf diese Weise verlor der historische Garten 75 Prozent seiner Fläche an Betonkonstruktionen. Die Umgebung des Parks ist mit Verkehrsstaus, Straßenhändlern, die am Zaun des Gartens lehnen, und formellen und informellen Märkten verstopft, die das Erscheinungsbild des Gartens stark beeinträchtigen. Der Park selbst hat eine physische Veränderung sowie Vandalismus erlebt, die insgesamt zu einem Verlust von 80 % seiner Grünfläche geführt haben.

Zustand des Gartens im Jahr 2012
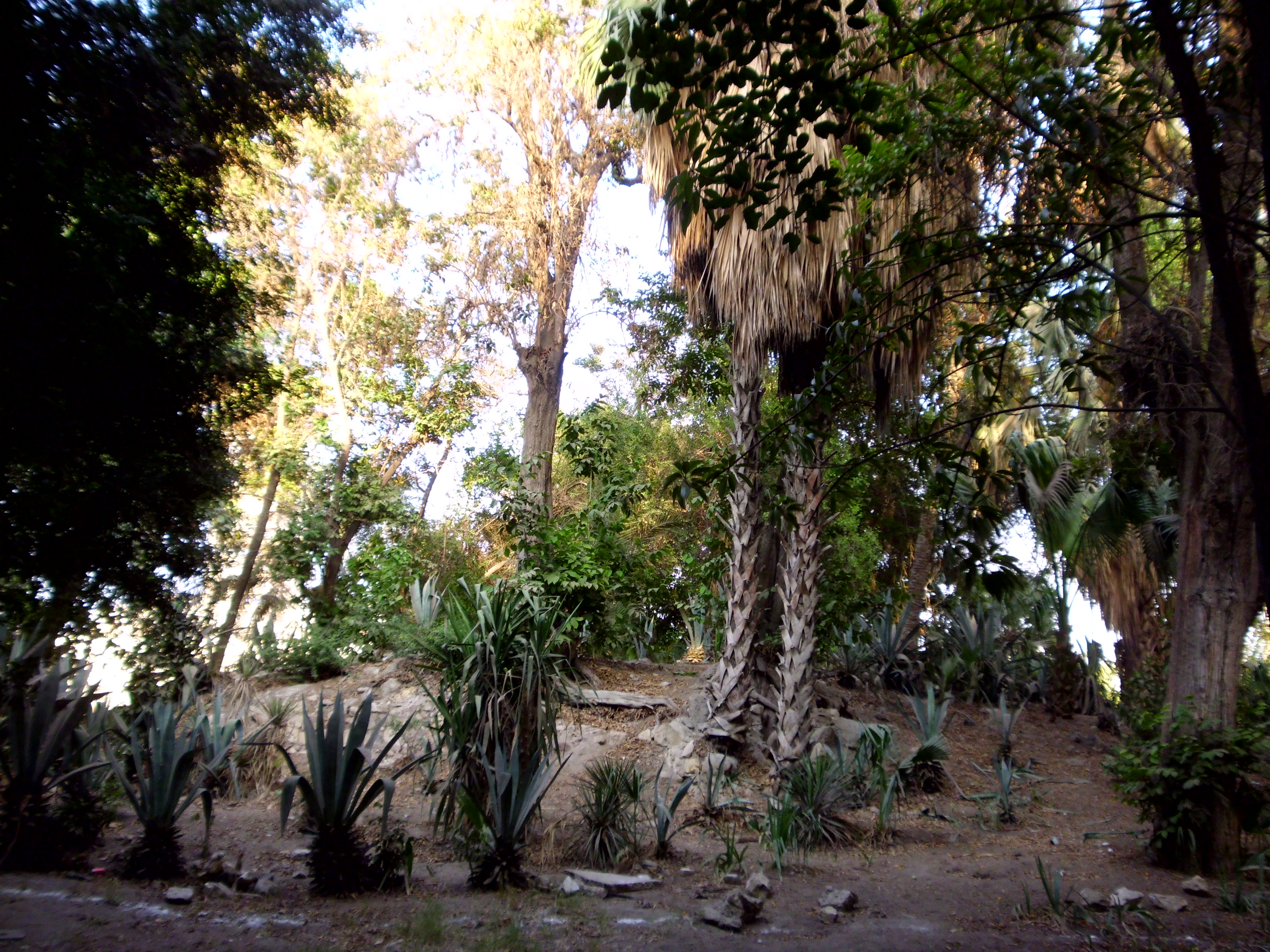
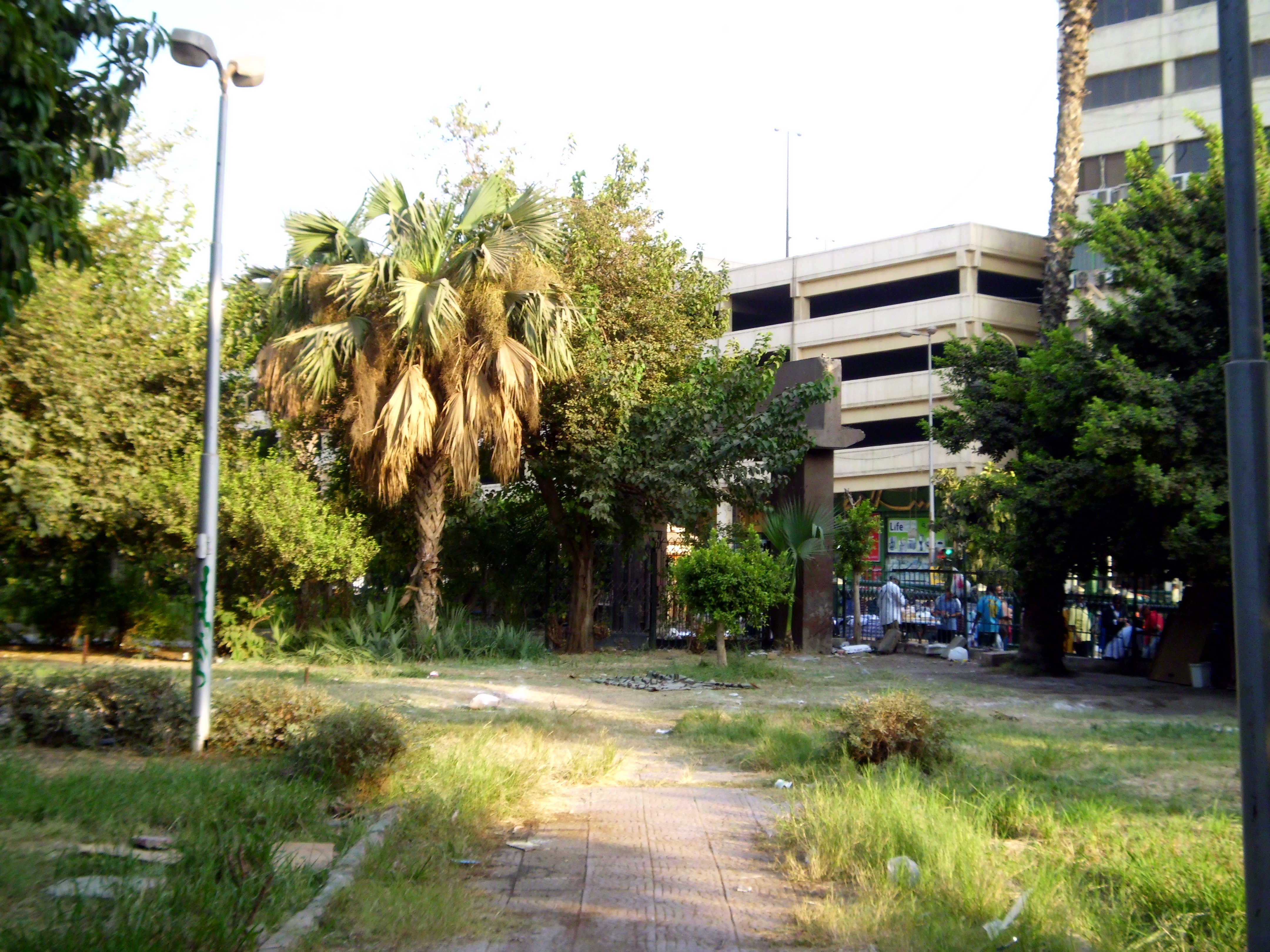
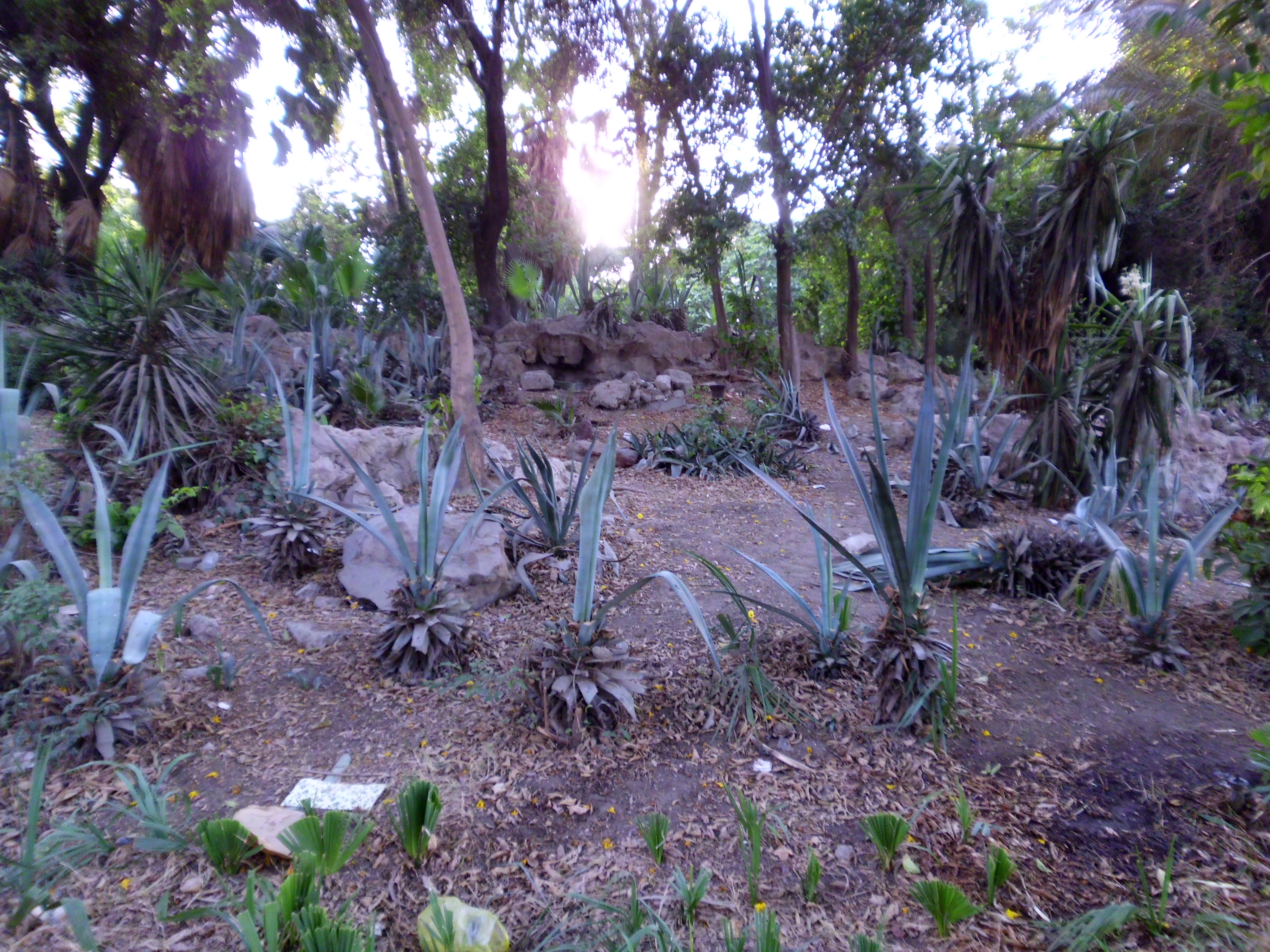
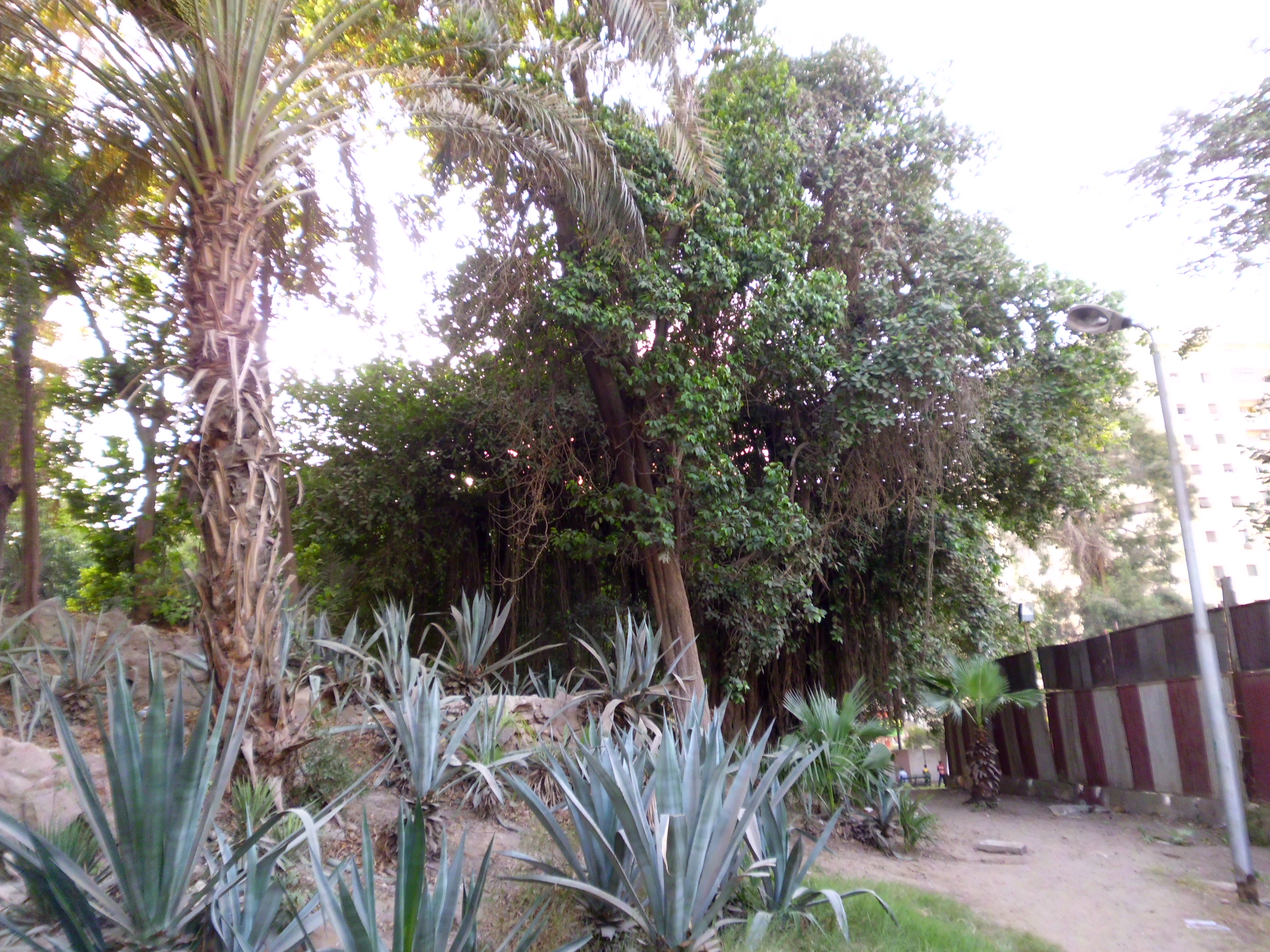
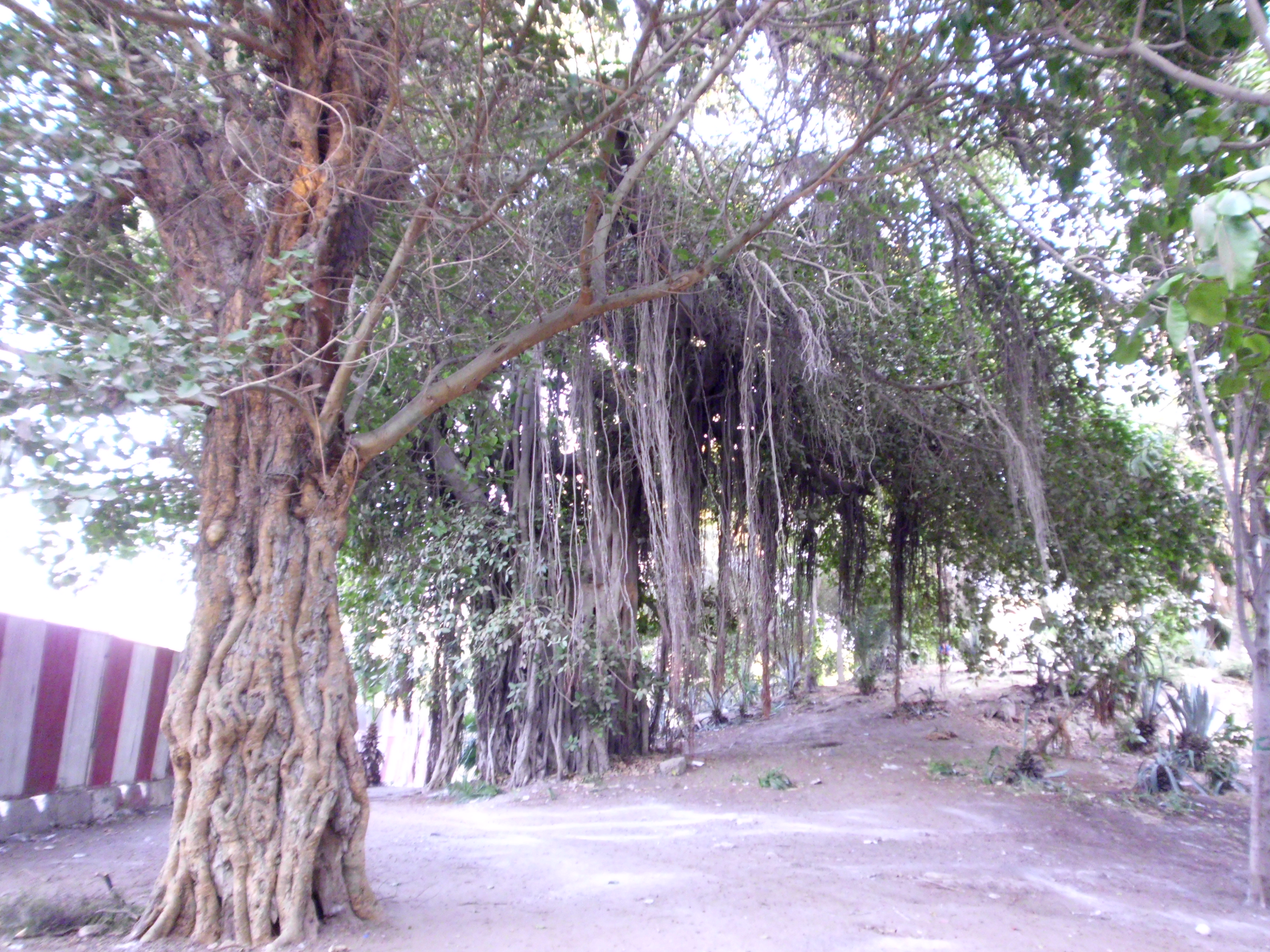

| Flächenmäßige Entwicklung des Parks | Flächenmäßige Entwicklung des Parks | Flächenmäßige Entwicklung des Parks | Flächenmäßige Entwicklung des Parks |
| Name                                | Zeit                                | Feddan                              | qm                                  |
| ----------------------------------- | ----------------------------------- | ----------------------------------- | ----------------------------------- |
| Esbekieh-Promenade                  | ≈1845                               | 40                                  | 168.000                             |
| Esbekieh-Garten                     | 1872                                | 20                                  | 84.000                              |
| Esbekieh-Garten                     | ≈1948                               | 12                                  | 50.400                              |
| Esbekieh-Garten, geplant            |                                     | 9,8                                 | 41.160                              |

2021 begann allerdings die Nationale Organisation für städtische Koordinierung, die dem ägyptischen Kultusministerium unterstellt ist, mit der Umsetzung eines Projekts zur Entwicklung des Parks, mit dem Ziel, „seinen historischen Charakter und das, was er in den Jahren seiner künstlerischen und kulturellen Blüte war, wiederherzustellen“. Im Februar 2023 war das „Projekt zur Entwicklung und Wiederbelebung des Esbekieh-Gartens“ bereits voll im Gange. Der stellvertretende ägyptische Minister für Kunstangelegenheiten erklärte bei einer Besichtigung der Baustelle, dass im Rahmen des Projekts der Teich, die historische Kaskade mit der Grotte, das Theater, der chinesische Pavillon, ein Café, das Restaurant und die Umzäunung wiederhergestellt werden sollen. Die Arbeiten an dem Projekt werden von der Firma Arab Contractors ausgeführt. Bei Gelegenheit der Besichtigung der Baustelle durch den ägyptischen Ministerpräsidenten Mustafa Madbuli am 6. Juli 2024 wurde bekanntgegeben, dass der Park nach Beendigung des Projekts wieder 9,8 Feddan umfassen soll und 93 Prozent der Arbeiten bereits abgeschlossen seien.